# 宮津市
宮津市（みやづし）は、京都府北部にある市。日本海に突き出た丹後半島の東南部（丹後地方）、若狭湾の西側に位置している。日本三景の天橋立などで知られる観光都市である。1954年（昭和29年）市制施行。

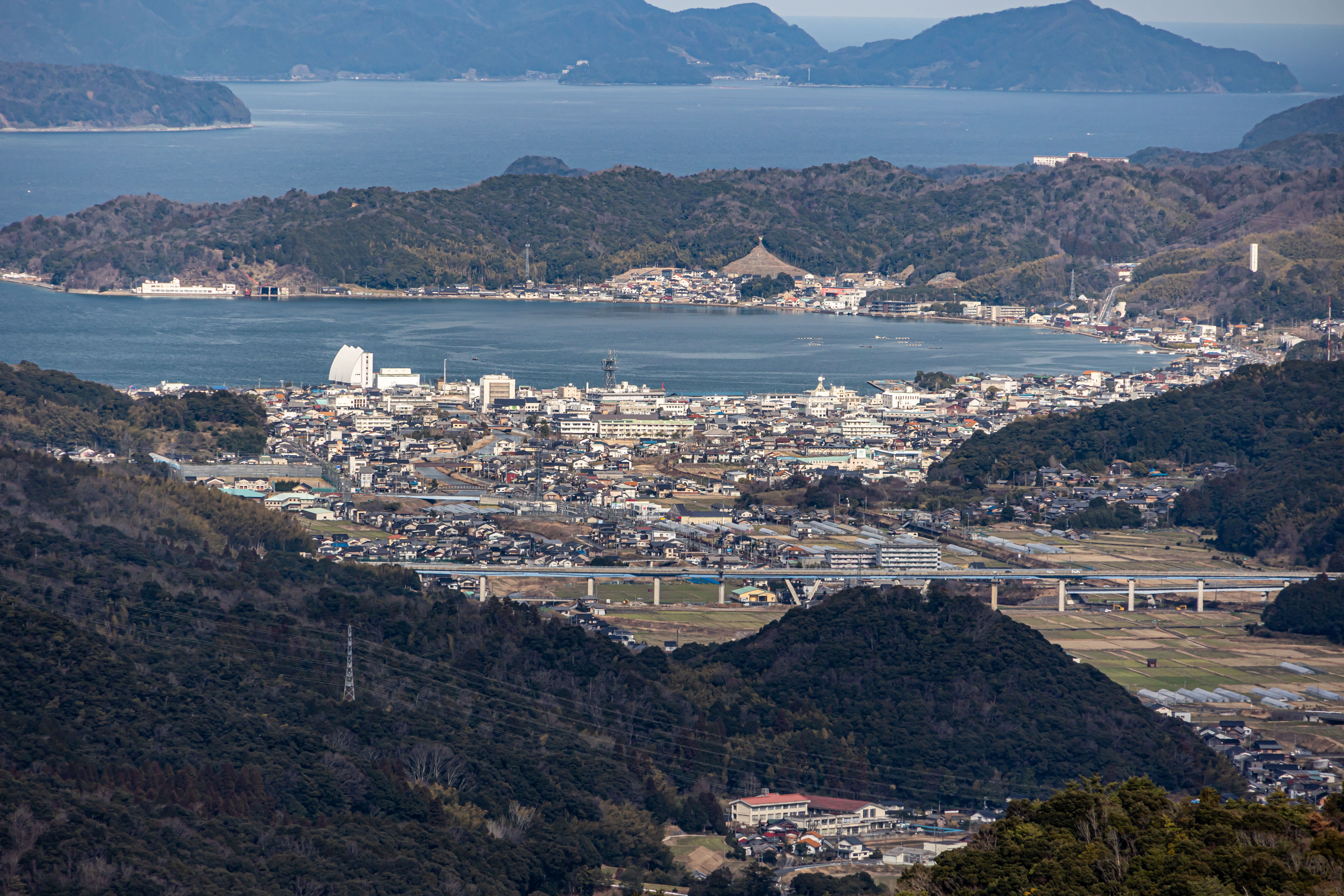
山間部から望む宮津市街中心部

## 概要
間に与謝郡与謝野町（旧岩滝町）を挟み、市域が南北に分かれている。この南北の飛び地を天橋立が繋いでいるが、自動車は天橋立を通行できないため、自動車で南北の飛び地間を移動するときは与謝野町を通過することになる。市の中心部は南部にあり、市街地が宮津湾に面している。天橋立の東側、栗田半島の西側の海が宮津湾、天橋立の西側が阿蘇海である。栗田半島にはリアス式海岸の入り組んだ地形が見られる。北部には世屋高原がある。
小説家の瀬尾まいこは宮津市内の中学校で教師をしていたことがある。『天国はまだ遠く』の映画版は宮津市内で撮影された。『男はつらいよ』シリーズ第29作は宮津市内で撮影された。『Y・O・U やまびこ音楽同好会』は宮津市内で撮影された。川井龍介の著書『大和コロニー フロリダに「日本」を残した男たち』（2015年、旬報社）は、宮津市出身でアメリカ合衆国のフロリダ州デルレイビーチに移民した森上助次らの人生を描いたノンフィクション作品である。
道路では京都縦貫道で京都市と結ばれ、山陰近畿自動車道で兵庫県豊岡市および鳥取県鳥取市と結ばれる予定である。
2021年（令和3年）1月に実施された大学入学共通テストの地理に宮津市を題材とした問題が出題された。

## 地理

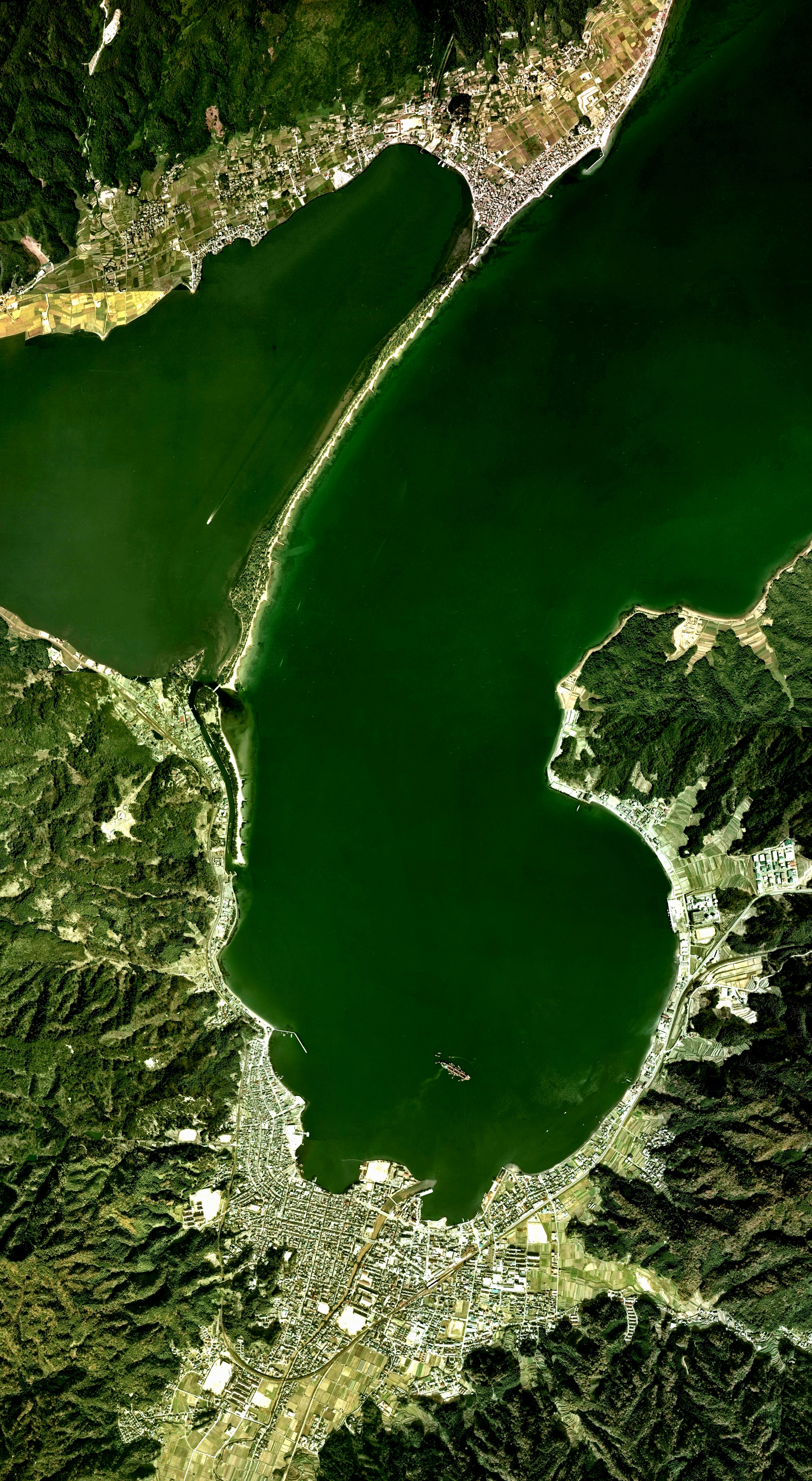
宮津市中心部周辺の空中写真。市街地北方に宮津湾と天橋立が広がる。1975年撮影の12枚を合成作成。。

### 地形

#### 山岳
- 大江山
- 高山
- 鼓ヶ岳
- 世屋高原

#### 河川
- 由良川
- 大手川

#### 海域
- 阿蘇海（内海・海跡湖）
- 若狭湾
  - 宮津湾

#### その他
- 天橋立
- 丹後由良海水浴場
- 丹後半島
  - 栗田半島

### 気候
日本海側気候であり、豪雪地帯に指定されている。
| 宮津（1991年 - 2020年）の気候      | 宮津（1991年 - 2020年）の気候 | 宮津（1991年 - 2020年）の気候 | 宮津（1991年 - 2020年）の気候 | 宮津（1991年 - 2020年）の気候 | 宮津（1991年 - 2020年）の気候 | 宮津（1991年 - 2020年）の気候 | 宮津（1991年 - 2020年）の気候 | 宮津（1991年 - 2020年）の気候 | 宮津（1991年 - 2020年）の気候 | 宮津（1991年 - 2020年）の気候 | 宮津（1991年 - 2020年）の気候 | 宮津（1991年 - 2020年）の気候 | 宮津（1991年 - 2020年）の気候 |
| 月                                 | 1月                           | 2月                           | 3月                           | 4月                           | 5月                           | 6月                           | 7月                           | 8月                           | 9月                           | 10月                          | 11月                          | 12月                          | 年                            |
| ---------------------------------- | ----------------------------- | ----------------------------- | ----------------------------- | ----------------------------- | ----------------------------- | ----------------------------- | ----------------------------- | ----------------------------- | ----------------------------- | ----------------------------- | ----------------------------- | ----------------------------- | ----------------------------- |
| 最高気温記録 °C （°F）             | 18.3 (64.9)                   | 22.7 (72.9)                   | 24.4 (75.9)                   | 30.5 (86.9)                   | 33.1 (91.6)                   | 36.6 (97.9)                   | 37.8 (100)                    | 39.0 (102.2)                  | 37.7 (99.9)                   | 32.1 (89.8)                   | 26.9 (80.4)                   | 22.4 (72.3)                   | 39.0 (102.2)                  |
| 平均最高気温 °C （°F）             | 7.9 (46.2)                    | 8.6 (47.5)                    | 12.4 (54.3)                   | 17.9 (64.2)                   | 22.8 (73)                     | 25.9 (78.6)                   | 30.2 (86.4)                   | 31.9 (89.4)                   | 27.5 (81.5)                   | 22.2 (72)                     | 16.6 (61.9)                   | 10.8 (51.4)                   | 19.6 (67.3)                   |
| 日平均気温 °C （°F）               | 4.1 (39.4)                    | 4.3 (39.7)                    | 7.4 (45.3)                    | 12.5 (54.5)                   | 17.4 (63.3)                   | 21.2 (70.2)                   | 25.5 (77.9)                   | 26.8 (80.2)                   | 22.7 (72.9)                   | 17.1 (62.8)                   | 11.8 (53.2)                   | 6.6 (43.9)                    | 14.8 (58.6)                   |
| 平均最低気温 °C （°F）             | 0.9 (33.6)                    | 0.6 (33.1)                    | 2.7 (36.9)                    | 7.2 (45)                      | 12.4 (54.3)                   | 17.3 (63.1)                   | 22.0 (71.6)                   | 22.9 (73.2)                   | 19.0 (66.2)                   | 13.1 (55.6)                   | 7.7 (45.9)                    | 3.1 (37.6)                    | 10.8 (51.4)                   |
| 最低気温記録 °C （°F）             | −6.3 (20.7)                   | −7.7 (18.1)                   | −5.2 (22.6)                   | −1.9 (28.6)                   | 3.5 (38.3)                    | 7.0 (44.6)                    | 13.6 (56.5)                   | 15.2 (59.4)                   | 8.8 (47.8)                    | 2.0 (35.6)                    | −1.7 (28.9)                   | −4.2 (24.4)                   | −7.7 (18.1)                   |
| 降水量 mm （inch）                 | 202.9 (7.988)                 | 150.4 (5.921)                 | 136.4 (5.37)                  | 111.9 (4.406)                 | 132.8 (5.228)                 | 146.1 (5.752)                 | 199.9 (7.87)                  | 142.1 (5.594)                 | 226.9 (8.933)                 | 156.1 (6.146)                 | 124.0 (4.882)                 | 188.5 (7.421)                 | 1,917.8 (75.504)              |
| 平均降水日数 （≥1.0 mm）           | 20.9                          | 16.9                          | 15.2                          | 11.7                          | 10.3                          | 11.3                          | 12.2                          | 9.2                           | 11.9                          | 11.5                          | 14.3                          | 18.9                          | 164.2                         |
| 平均月間日照時間                   | 70.6                          | 84.3                          | 132.5                         | 180.6                         | 194.5                         | 142.6                         | 156.0                         | 200.9                         | 136.7                         | 137.6                         | 106.4                         | 81.9                          | 1,621.9                       |
| 出典1：Japan Meteorological Agency |                               |                               |                               |                               |                               |                               |                               |                               |                               |                               |                               |                               |                               |
| 出典2：気象庁                      |                               |                               |                               |                               |                               |                               |                               |                               |                               |                               |                               |                               |                               |

### 地域

#### 行政区画
市内は昭和の合併前の旧町村の区域が小中学校の校区とほぼ重なるため、これに基づき次のようないくつかの地区に分けられる。
北部
- 日ヶ谷地区
- 養老地区
- 世屋地区
- 日置地区
- 府中地区

南部
- 吉津地区
- 宮津地区
- 上宮津地区
- 栗田地区
- 由良地区

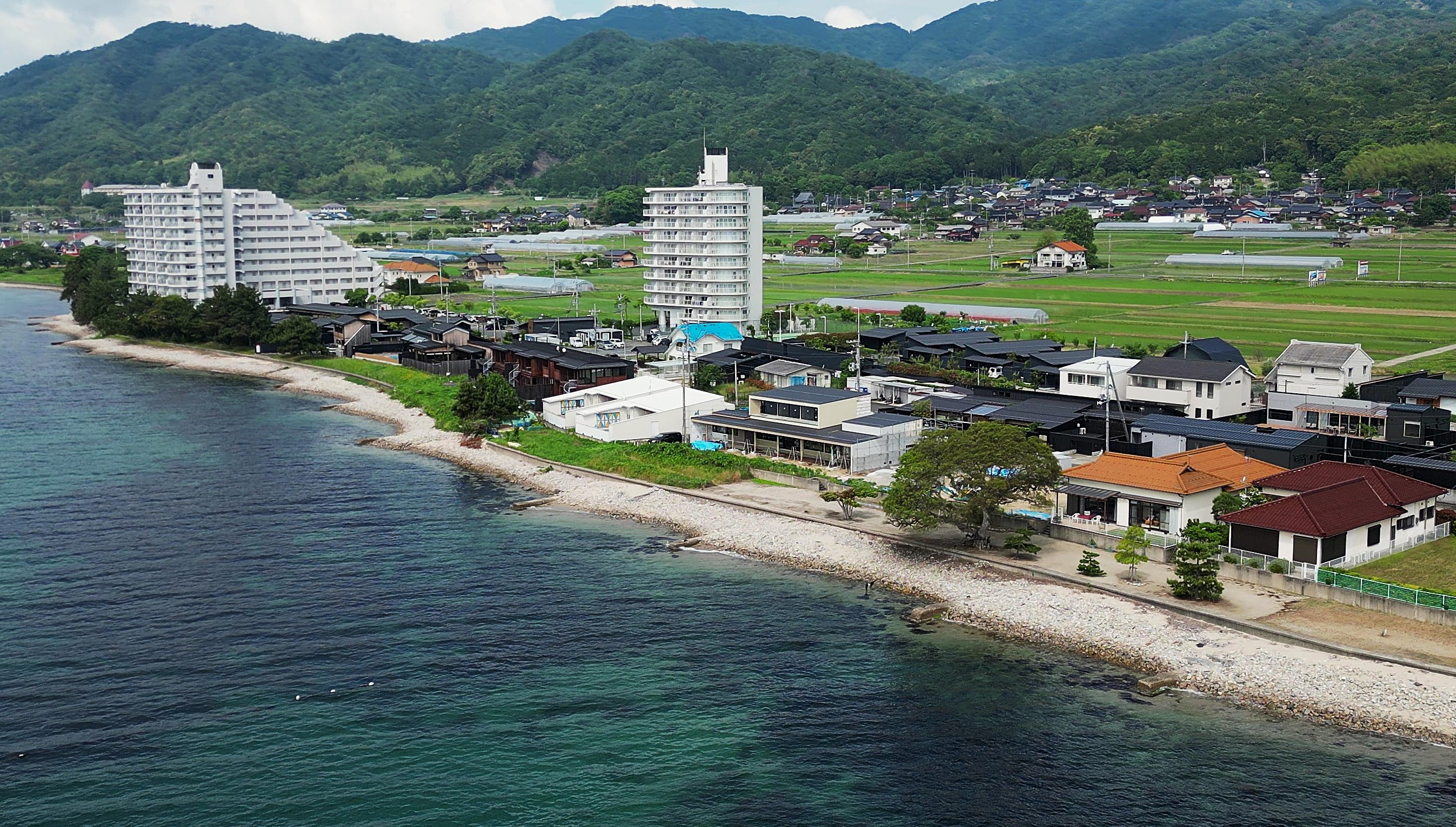
宮津市日置地区の海岸。にしがきが経営する広大なリゾート施設マリントピアマリーナが海岸沿いに建ち並ぶ。

市の中心部（宮津地区）の東側に栗田地区があり、さらに東の奈具海岸を超えると由良地区があり、舞鶴市につながる。宮津地区の南側が上宮津地区で、天橋立の西側、与謝野町に接する地域が吉津地区である。天橋立の北側（市の北部）には、海岸沿いには南から順に府中地区、日置地区、養老地区があり、日置地区の西側の山間部に世屋地区、養老地区の西側の山間部に日ヶ谷地区がある。養老地区・日ヶ谷地区は北の伊根町につながる。
なお、北部の府中地区と南部の吉津地区は、その間に挟まれた与謝野町の岩滝地区とともに、橋立中学校の校区を構成している。

### 人口
平成22年の国勢調査の統計では前回の国勢調査からの人口増減をみると、7.25％減の19,953人であり、増減率は府下26市町村中22位、36行政区域中32位。
| |                                        |  |
| 宮津市と全国の年齢別人口分布（2005年） | 宮津市の年齢・男女別人口分布（2005年） |  |
| ■紫色 ― 宮津市 ■緑色 ― 日本全国 | ■青色 ― 男性 ■赤色 ― 女性              |  |
| 宮津市（に相当する地域）の人口の推移 \| 1970年（昭和45年） \| 31,603人 \| \| \| 1975年（昭和50年） \| 30,194人 \| \| \| 1980年（昭和55年） \| 28,881人 \| \| \| 1985年（昭和60年） \| 27,895人 \| \| \| 1990年（平成2年） \| 26,450人 \| \| \| 1995年（平成7年） \| 24,937人 \| \| \| 2000年（平成12年） \| 23,276人 \| \| \| 2005年（平成17年） \| 21,512人 \| \| \| 2010年（平成22年） \| 19,948人 \| \| \| 2015年（平成27年） \| 18,426人 \| \| \| 2020年（令和2年） \| 16,758人 \| \| |                                        |  |
| 総務省統計局 国勢調査より |                                        |  |
| 1970年（昭和45年） | 31,603人                               |  |
| 1975年（昭和50年） | 30,194人                               |  |
| 1980年（昭和55年） | 28,881人                               |  |
| 1985年（昭和60年） | 27,895人                               |  |
| 1990年（平成2年） | 26,450人                               |  |
| 1995年（平成7年） | 24,937人                               |  |
| 2000年（平成12年） | 23,276人                               |  |
| 2005年（平成17年） | 21,512人                               |  |
| 2010年（平成22年） | 19,948人                               |  |
| 2015年（平成27年） | 18,426人                               |  |
| 2020年（令和2年） | 16,758人                               |  |

近畿2府4県の市としては人口が唯一2万人を割り込んでおり、最も人口が少ない。人口の減少が止まらず、全域が過疎地域に指定されている。

### 隣接自治体
京都府
- 北隣 京丹後市、与謝郡伊根町
- 南隣 舞鶴市、福知山市
- 西隣 与謝郡与謝野町

## 歴史

### 中近世
室町時代
- 1392年（明徳2年） - 明徳の乱の功により一色満範が足利義満により丹後の守護に任命される。以降一色氏が丹後守護を世襲することとなる。
- 1506年（永正3年） - 細川政元の命により細川澄之細川澄元が丹後へ攻め入るも守護一色義有が防戦し追い返す。

戦国時代
- 1581年（天正9年） - 織田信長傘下の武将として一色満信が丹後より京都馬揃えに参加する。
- 1581年（天正9年） - 一色満信と細川忠興が甲州征伐に参戦する。
- 1582年（天正10年） - 豊臣秀吉により細川忠興が丹後一国の領有を許される。

安土桃山時代
- 1600年（慶長5年） - 関ヶ原の戦いの功により徳川家康から京極高知に丹後一国が与えられ丹後藩が成立する。のちに京極高知の三子により丹後藩は三分割され、宮津藩、田辺藩（舞鶴）、峰山藩の丹後三藩が成立した。その後、宮津藩京極家は改易されて諸大名が入れ替わった後、本庄松平家が入封して定着し幕末まで続いた。

### 近現代
- 1951年（昭和26年）11月13日 - 町内に昭和天皇の戦後巡幸。文珠の玄妙庵が御泊所となる。翌日、宮津小学校に設けた与謝・加佐両郡民奉迎場にて約13000人の地域住民が万歳三唱で昭和天皇を迎える。その後、昭和天皇は京都府水産試験場を視察[7]。
- 1954年（昭和29年）6月1日 - 与謝郡宮津町・栗田村・吉津村・府中村・日置村・世屋村・養老村・日ケ谷村が合併して宮津市が発足。
- 1956年（昭和31年）9月20日 - 加佐郡由良村を編入。

## 行政

### 市長
- 市長：城﨑雅文 - 2018年7月2日就任。1期目。

歴代市長
- 徳田富治 - 1954年7月3日就任。1958年7月2日退任。
- 矢野二郎 - 1958年7月3日就任。1984年7月9日退任。
- 徳田敏夫 - 1984年8月5日就任。2006年6月23日退任。
- 井上正嗣 - 2006年7月2日就任。2018年7月1日退任。
- 城﨑雅文 - 2018年7月2日就任。

### 議会
衆議院
- 京都府第5区

### 姉妹都市・提携都市

#### 国内
提携都市
| 都市名   | 都道府県      | 地方名   | 提携年月日                                             |
| -------- | ------------- | -------- | ------------------------------------------------------ |
| 廿日市市 | 広島県        | 中国地方 | 2014年（平成26年）7月20日 - 日本三景災害時相互応援協定 |
| 松島町   | 宮城県 宮城郡 | 東北地方 | 2014年（平成26年）7月20日 - 日本三景災害時相互応援協定 |

#### 国外
姉妹都市
| 都市名           | 国名                 | 地域名       | 提携年月日                |
| ---------------- | -------------------- | ------------ | ------------------------- |
| ネルソン市       | ニュージーランド王国 | ネルソン地方 | 1976年（昭和51年）5月7日  |
| デルレイビーチ市 | アメリカ合衆国       | フロリダ州   | 1977年（昭和52年）9月19日 |

友好都市
| 都市名   | 国名           | 地域名 | 提携年月日               |
| -------- | -------------- | ------ | ------------------------ |
| 秦皇島市 | 中華人民共和国 | 河北省 | 1987年（昭和62年）7月6日 |

## 施設

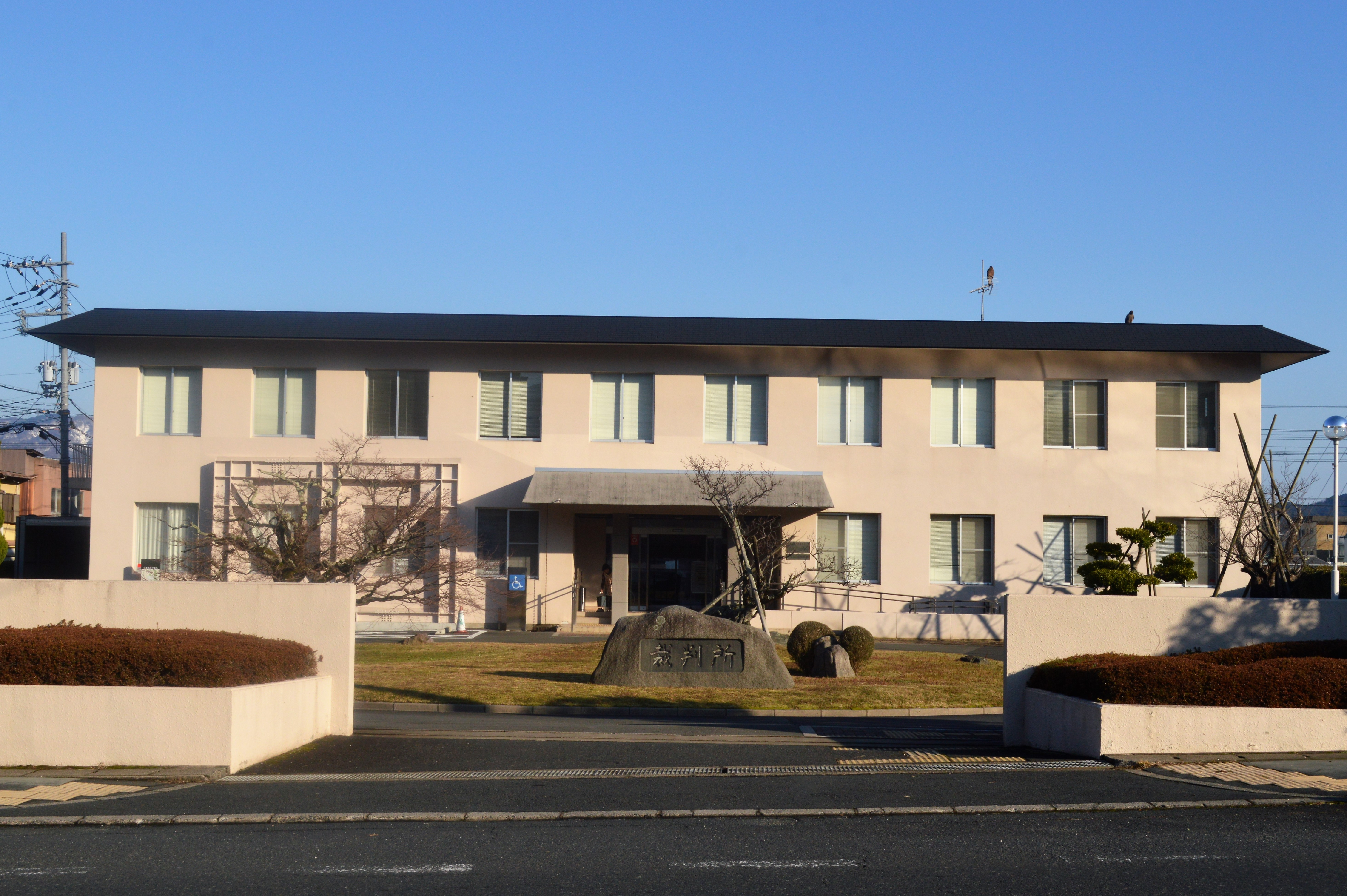
宮津簡易裁判所

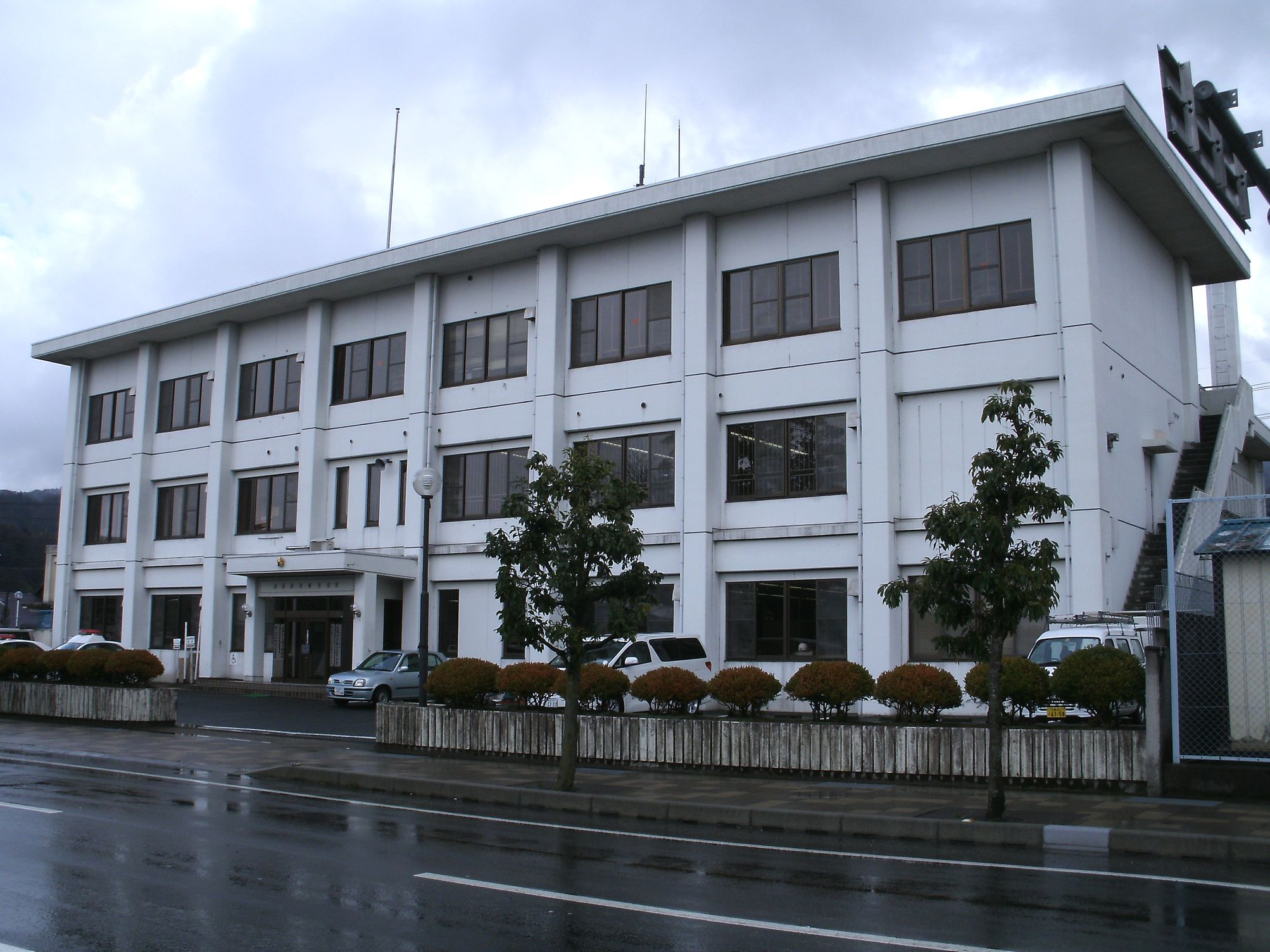
京都府宮津警察署

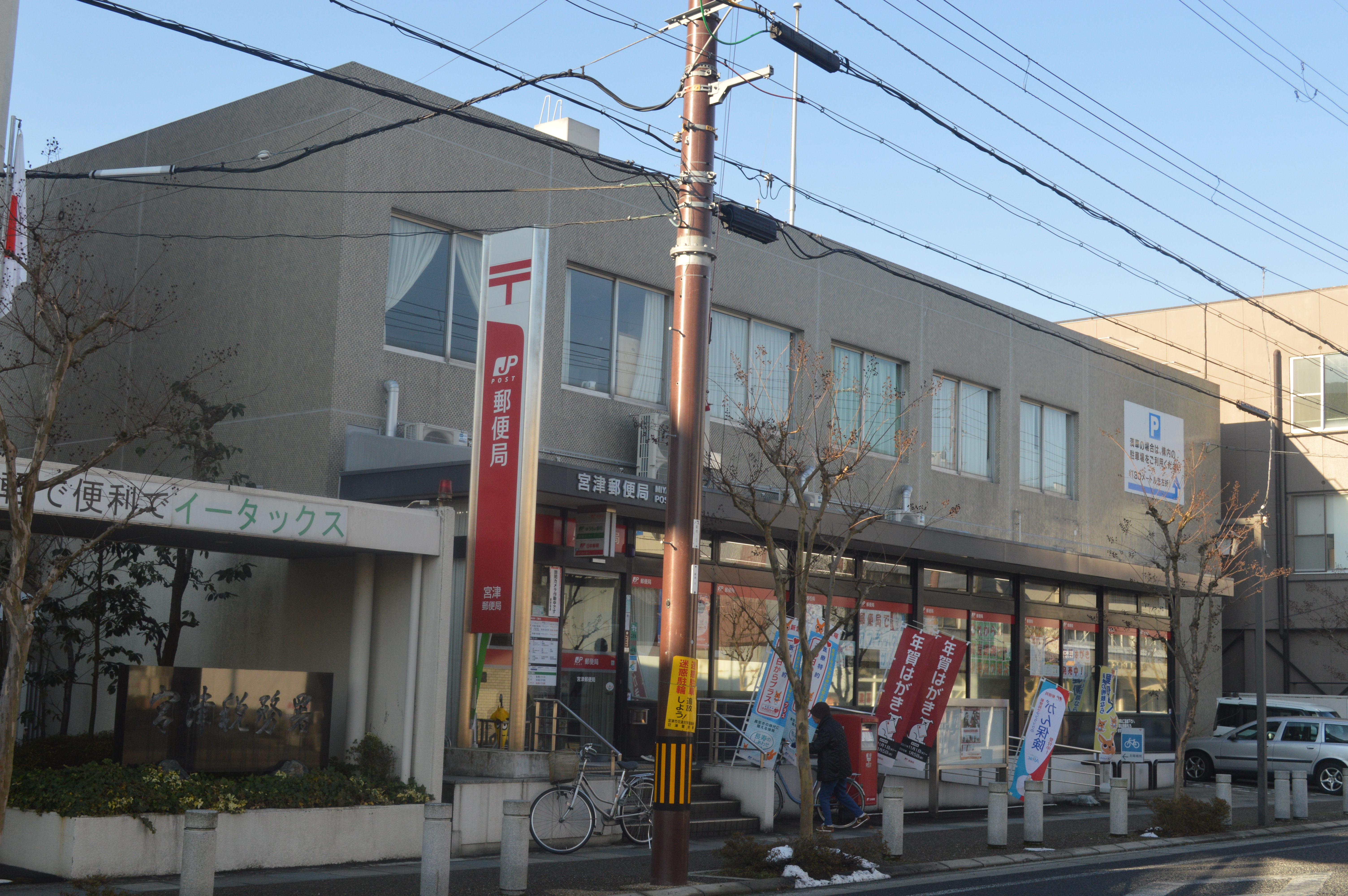
宮津郵便局

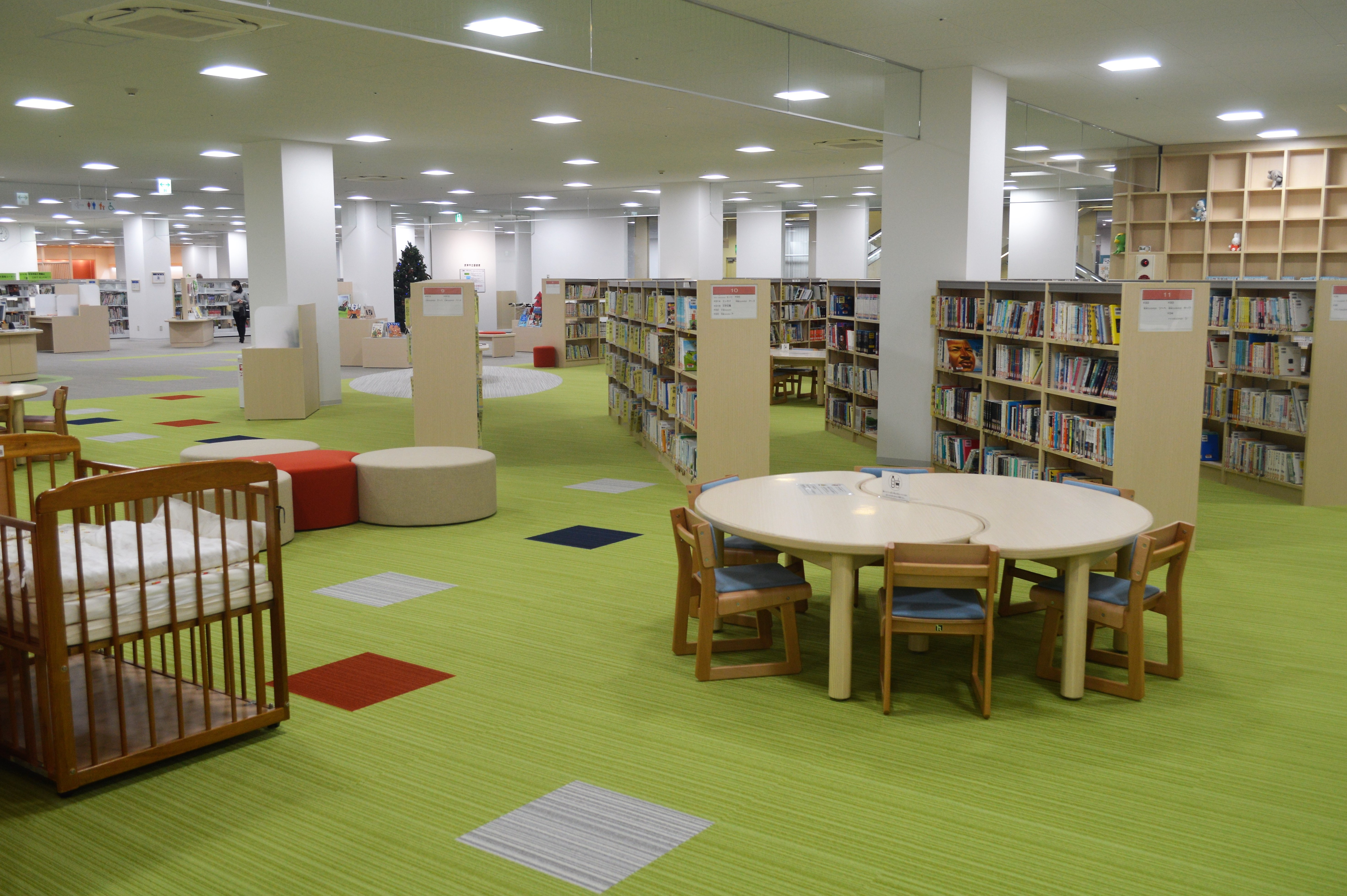
宮津市立図書館

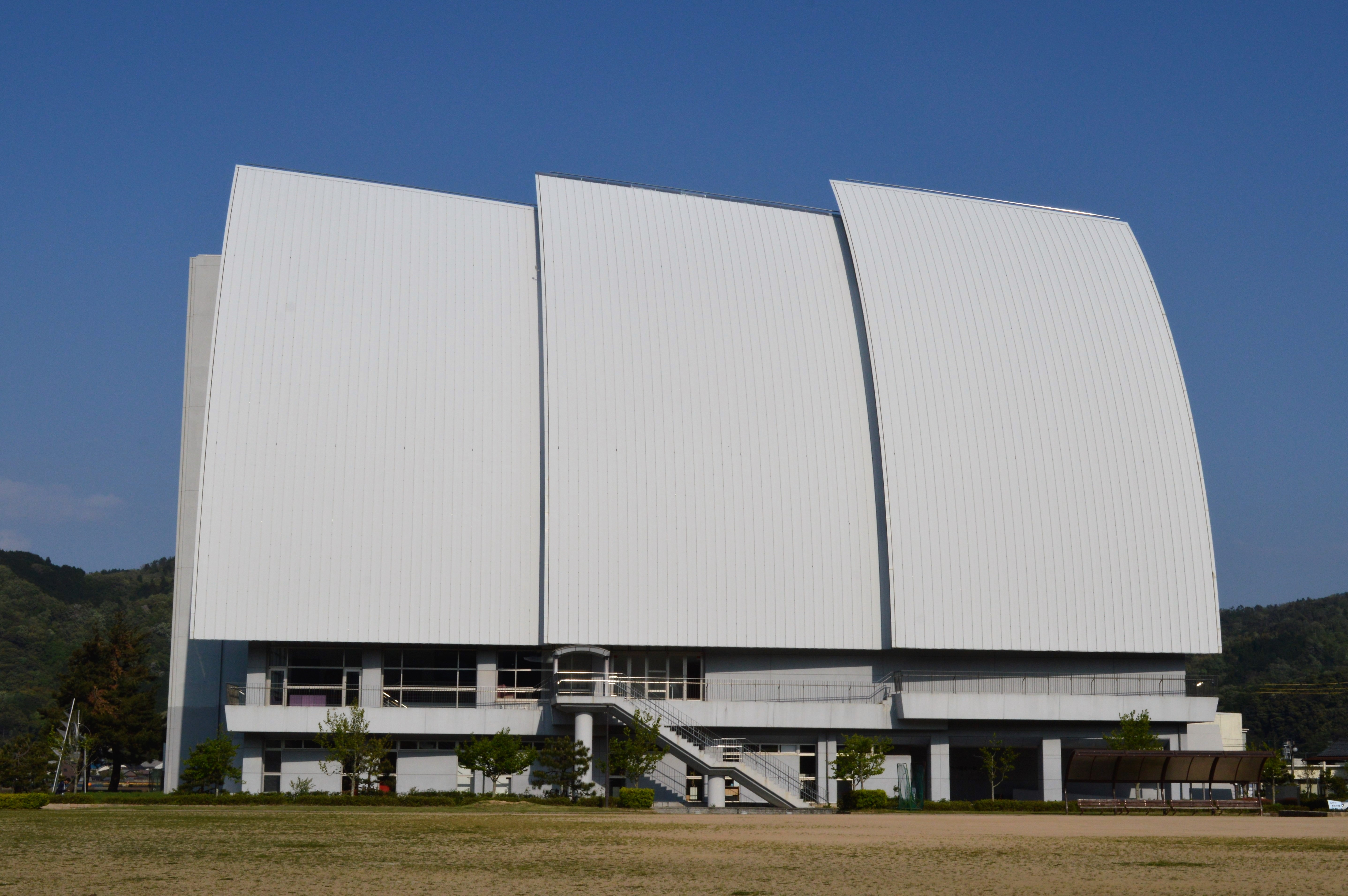
みやづ歴史の館

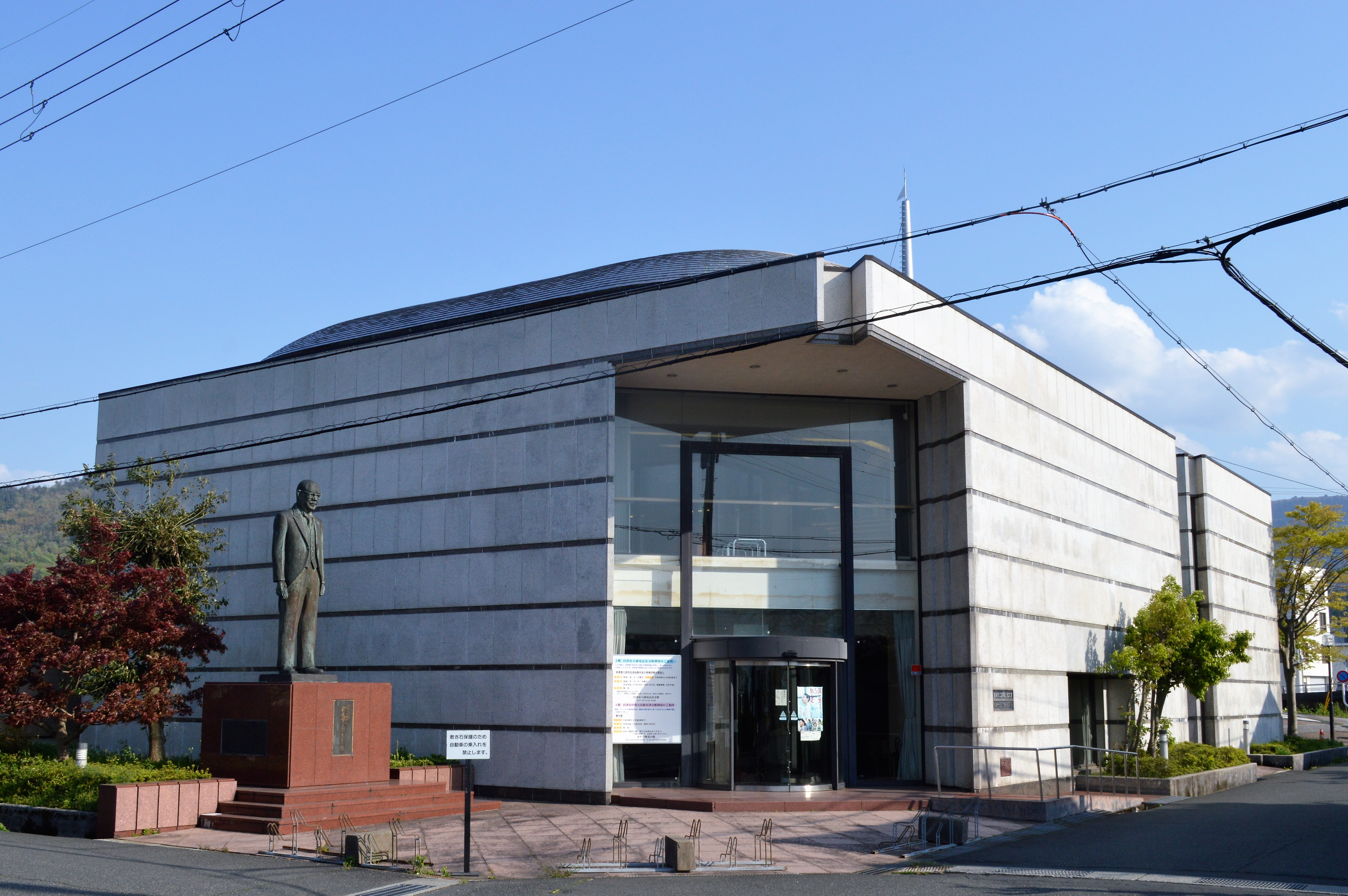
宮津市立前尾記念文庫

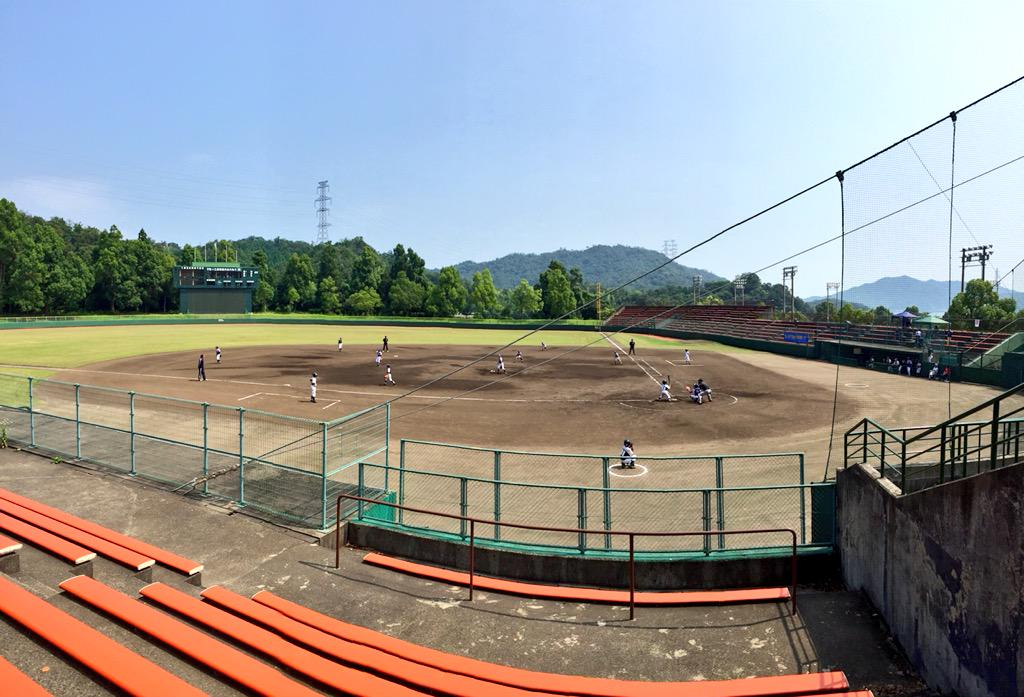
宮津市民球場

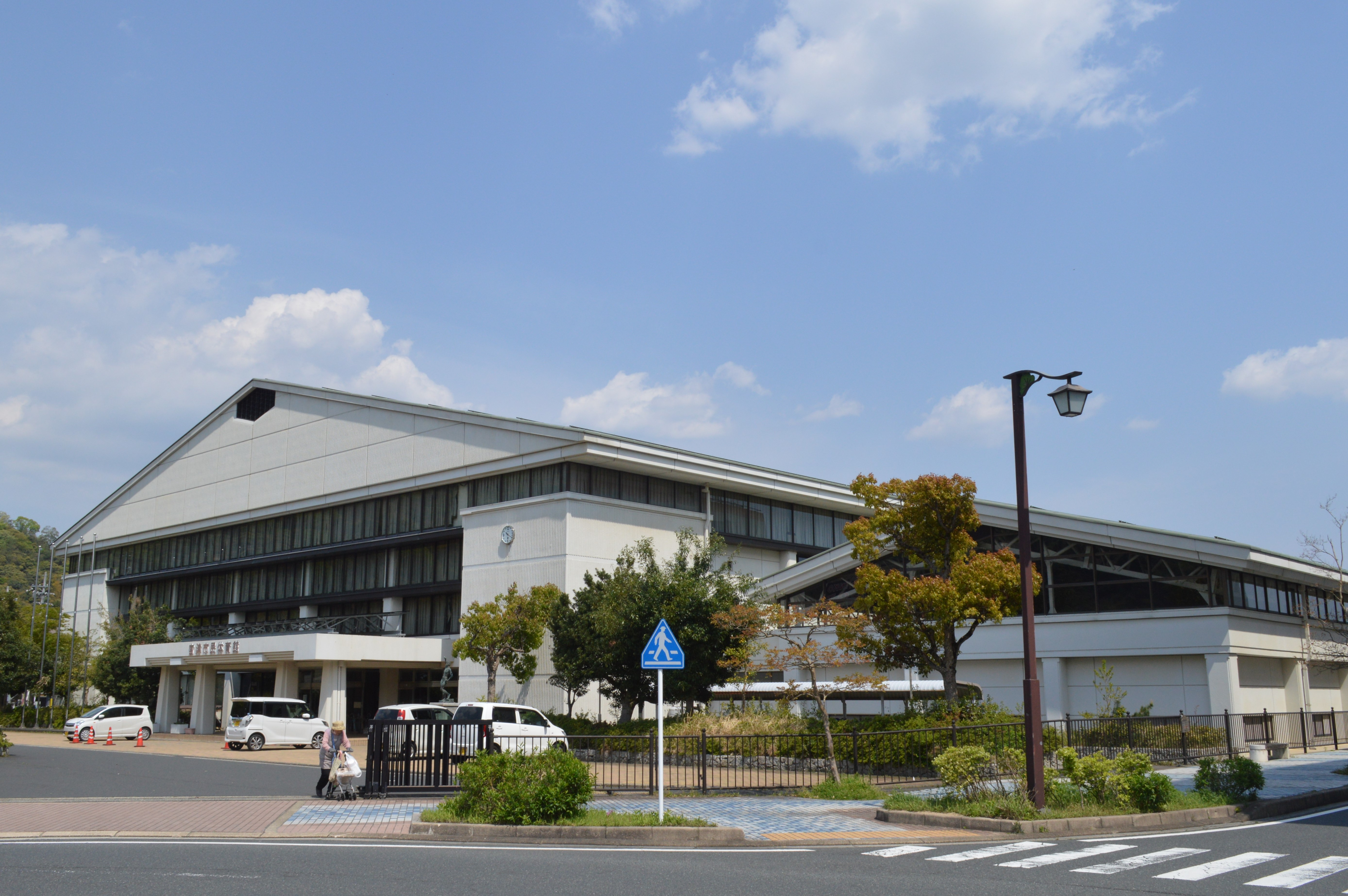
宮津市民体育館

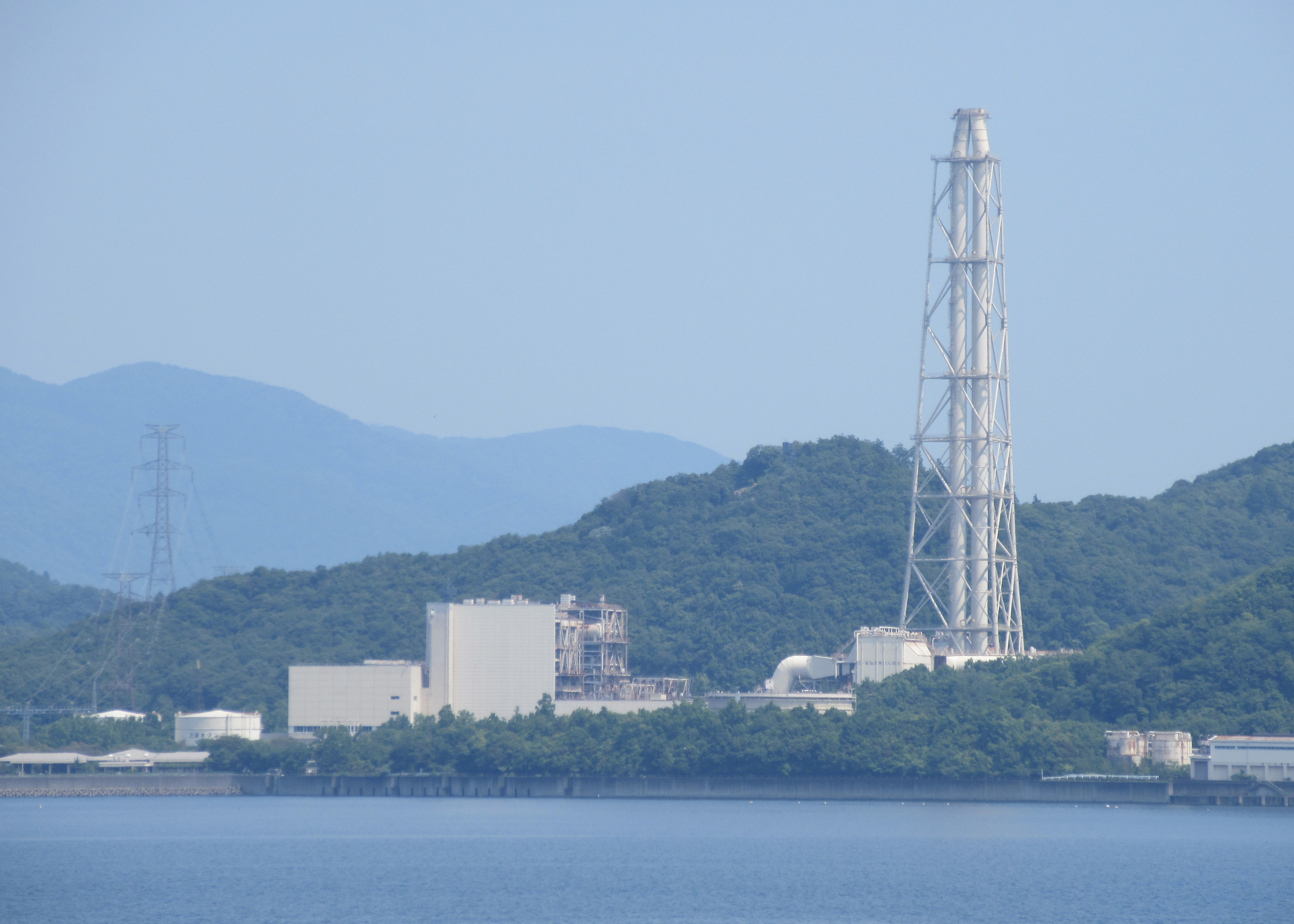
関西電力宮津エネルギー研究所

### 国や府の機関
- 京都労働局峰山公共職業安定所宮津出張所（ハローワーク）
- 大阪国税局宮津税務署
- 京都地方法務局 宮津支局
- 京都地方検察庁宮津支部
  - 宮津区検察庁
- 宮津簡易裁判所
- 京都府農林水産技術センター 海洋センター

### 警察
警察署
- 京都府宮津警察署

交番
- 天ノ橋立交番 - 宮津市文珠 京都丹後鉄道天橋立駅内
- 署所在地 - 宮津警察署内

駐在所
- 栗田駐在所 - 宮津市上司
- 吉津駐在所 - 宮津市須津
- 府中駐在所 - 宮津市中野
- 日置駐在所 - 宮津市日置
- 由良駐在所 - 宮津市由良
- 養老駐在所 - 宮津市岩ケ鼻

### 消防
本部
- 宮津与謝消防組合消防本部

消防署
- 宮津与謝消防署（宮津市字須津）

分署
- 宮津分署（宮津市字魚屋）

### 医療・福祉
- 宮津市保健センター

### 郵便局
- 天橋立郵便局
- 宮津郵便局
- 岩ヶ鼻郵便局

郵便番号
2007年に変更された。
- 宮津郵便局（626、629-2231、629-2232、629-2233、629-2234、629-2241、629-2242、629-2243、629-2244、629-2251）
- 岩ヶ鼻郵便局（626-02）

### 文化施設
1967年には多目的ホールとして島崎公園に宮津会館が開館。1971年には宮津会館の南東に宮津市立図書館が開館し、1983年には宮津市立図書館の南に宮津市立前尾記念文庫が開館した。2000年には宮津会館の西にみやづ歴史の館が開館し、宮津会館と一体的に運用されている。2017年には宮津市立図書館がミップルに移転。
- 宮津市立図書館
- 宮津市立前尾記念文庫 - 2017年（平成29年）の宮津市立図書館移転に伴って休館し、2022年（令和4年）には跡地の建物内に前尾記念クロスワークセンターMIYAZUが開業した[10]。
- みやづ歴史の館
- 宮津会館
- 宮津市民球場
- 宮津市民体育館

## 経済

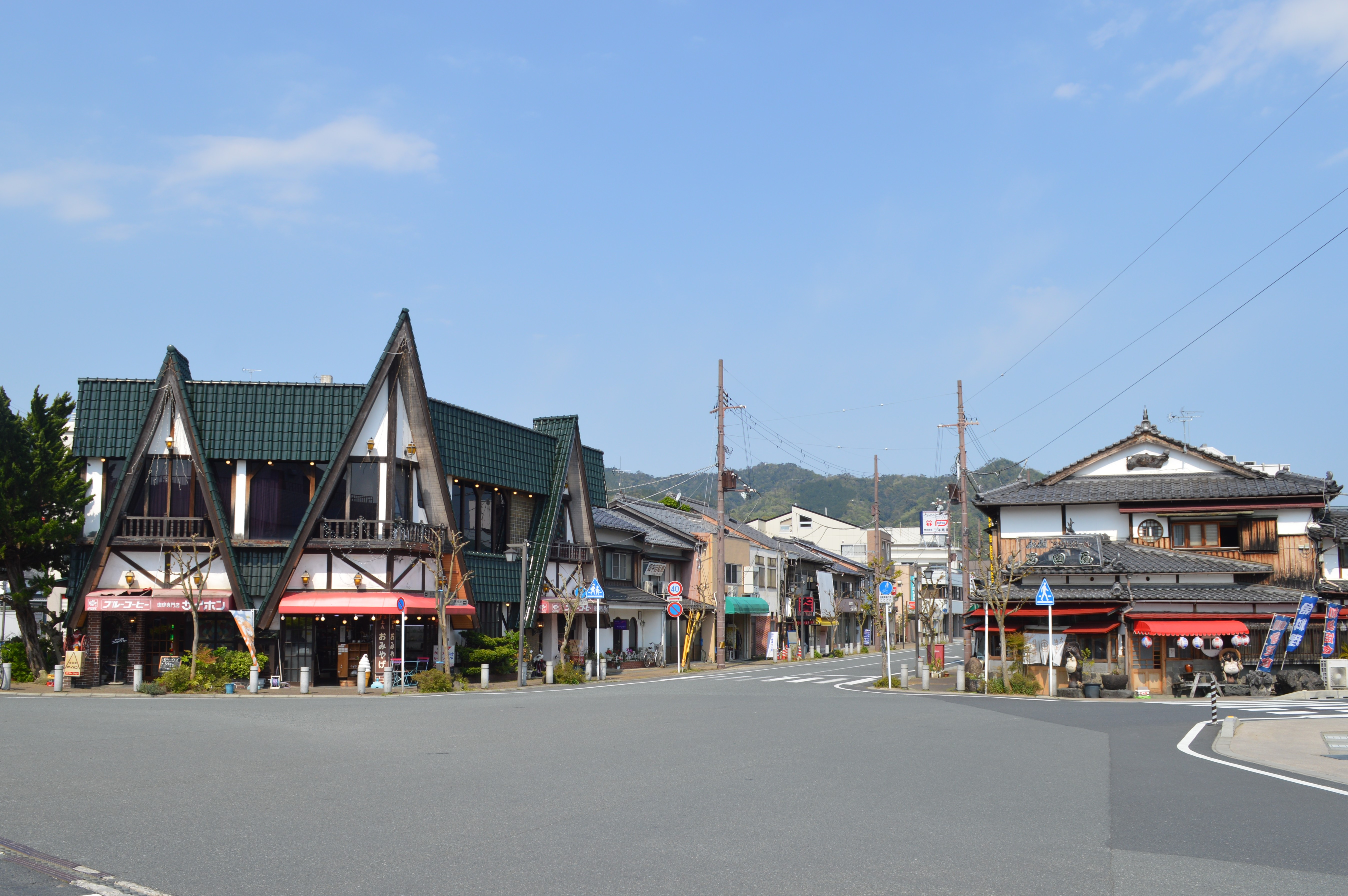
宮津駅前

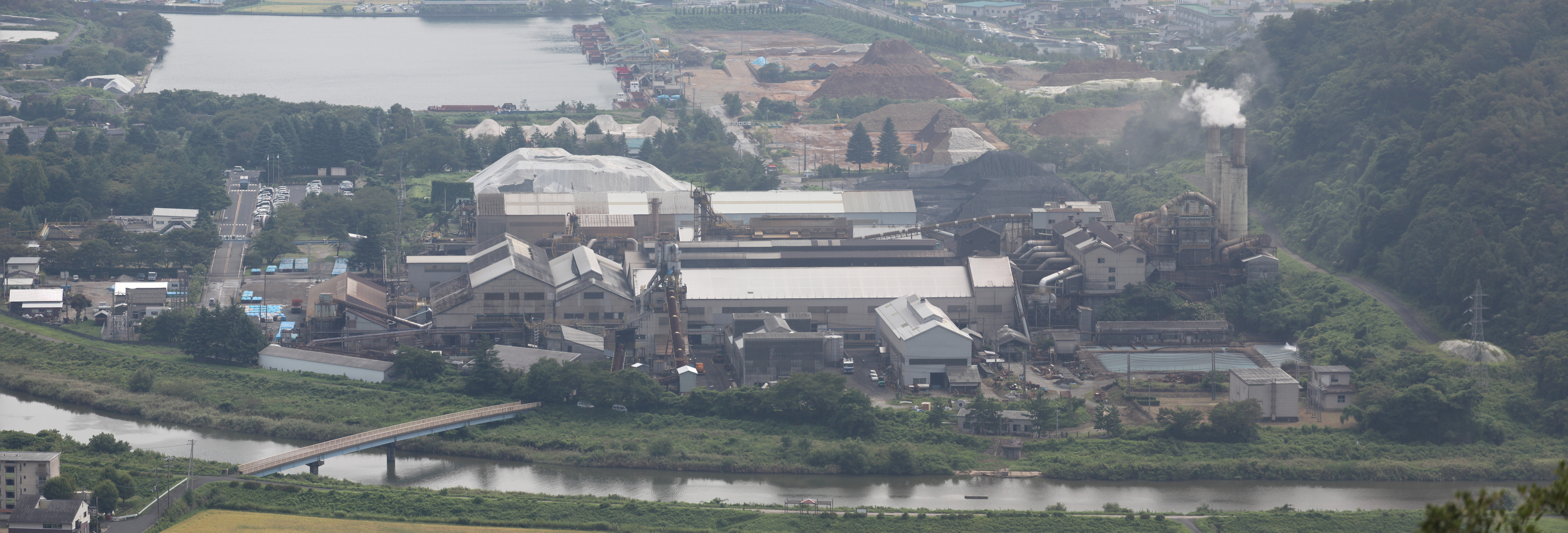
日本冶金工業大江山製造所

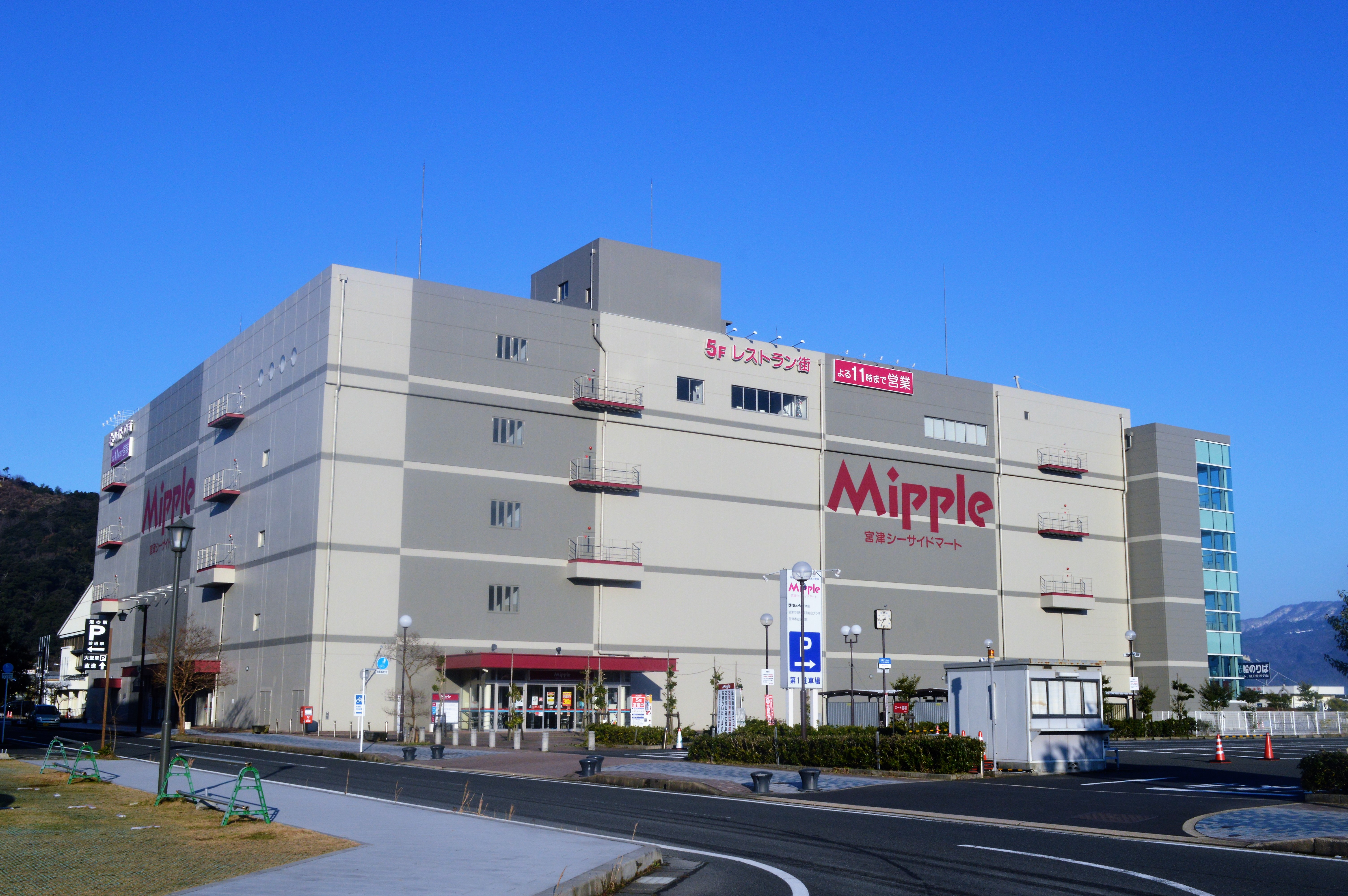
宮津シーサイドマート ミップル

### 第一次産業

#### 漁業
- 牡蠣
- はたはた

### 第二次産業

#### 工業
主な工場
- 日本冶金工業大江山製造所
- 金下建設株式会社（本社）

#### 電気
才賀藤吉が1910年（明治43年）2月に事業許可を受け、6月に宮津電燈 を設立し発電所（瓦斯力、出力75kW）を建設。1911年（明治44年）1月に事業開始したが、1912年（明治45年）7月に宮津電燈、丹波電気、丹後電気三社合併し、両丹電気へ社名変更した。

### 第三次産業

#### 商業
主な商業施設
- コーナン 宮津店
- コメリ 宮津店
- 宮津シーサイドマート ミップル

### 拠点を置く主な企業
- 京都北都信用金庫（ほくとしんきん）本店営業部（店番号 001）現存する信用金庫で三番目に古い歴史がある。
- フクヤ本社
- 京都銀行（京銀 きょうぎん）宮津支店（両丹銀行、宮津銀行、丹後商工銀行および丹後産業銀行の4行合併による丹和銀行創立時よりの流れを汲む）
- 日本冶金工業大江山製造所（2003年、日本冶金工業の大江山製造所が分社化されYAKIN大江山となったが、2010年に再び日本冶金工業と統合された）
- 金下建設株式会社（本社）
- 株式会社三洋商事
- グンゼ（登記上本社は綾部市）
- さとう宮津店（宮津シーサイドマート ミップル）
- 北近畿タンゴ鉄道株式会社（本社・運行本部。本社は京都市・福知山市を経て2013年6月より）

## 教育

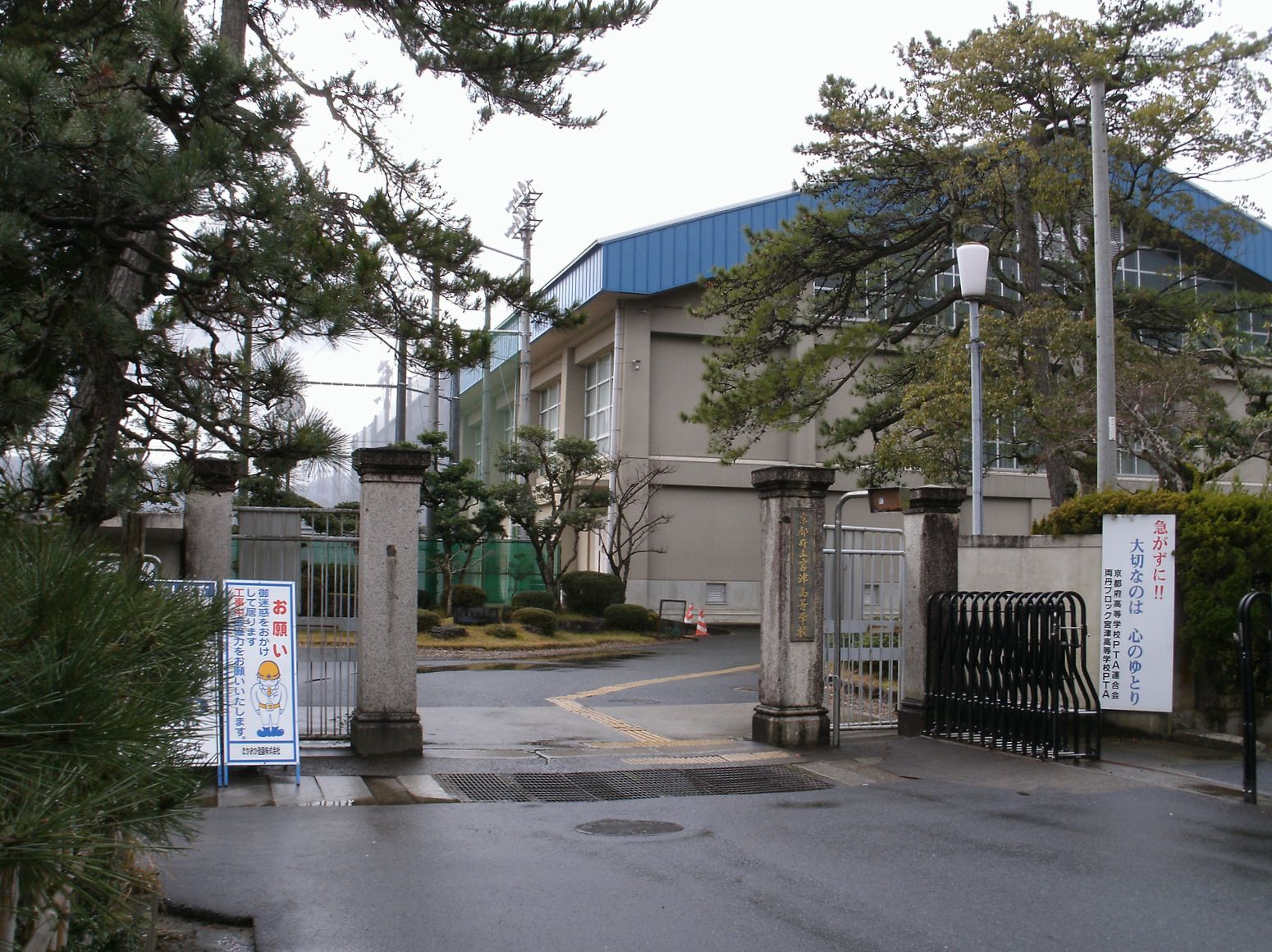
京都府立宮津天橋高等学校宮津学舎

### 高等学校
府立
- 京都府立宮津天橋高等学校宮津学舎（京都府立宮津高等学校と同一校舎）
- 京都府立海洋高等学校

私立
- 京都暁星高等学校

### 中学校
公立
- 与謝野町宮津市中学校組合立橋立中学校

市立
- 宮津市立宮津中学校
- 宮津市立栗田中学校

### 小学校
市立
- 宮津市立宮津小学校
- 宮津市立栗田小学校
- 宮津市立吉津小学校
- 宮津市立府中小学校
- 宮津市立日置小学校
- 宮津市立養老小学校 (2024年3月閉校)

### 幼稚園
市立
- 宮津市立宮津幼稚園
- 宮津市立栗田幼稚園

私立
- 宮津暁星幼稚園

### 研究機関
- 京都府農林水産技術センター 海洋センター
- 宮津エネルギー研究所

## 交通

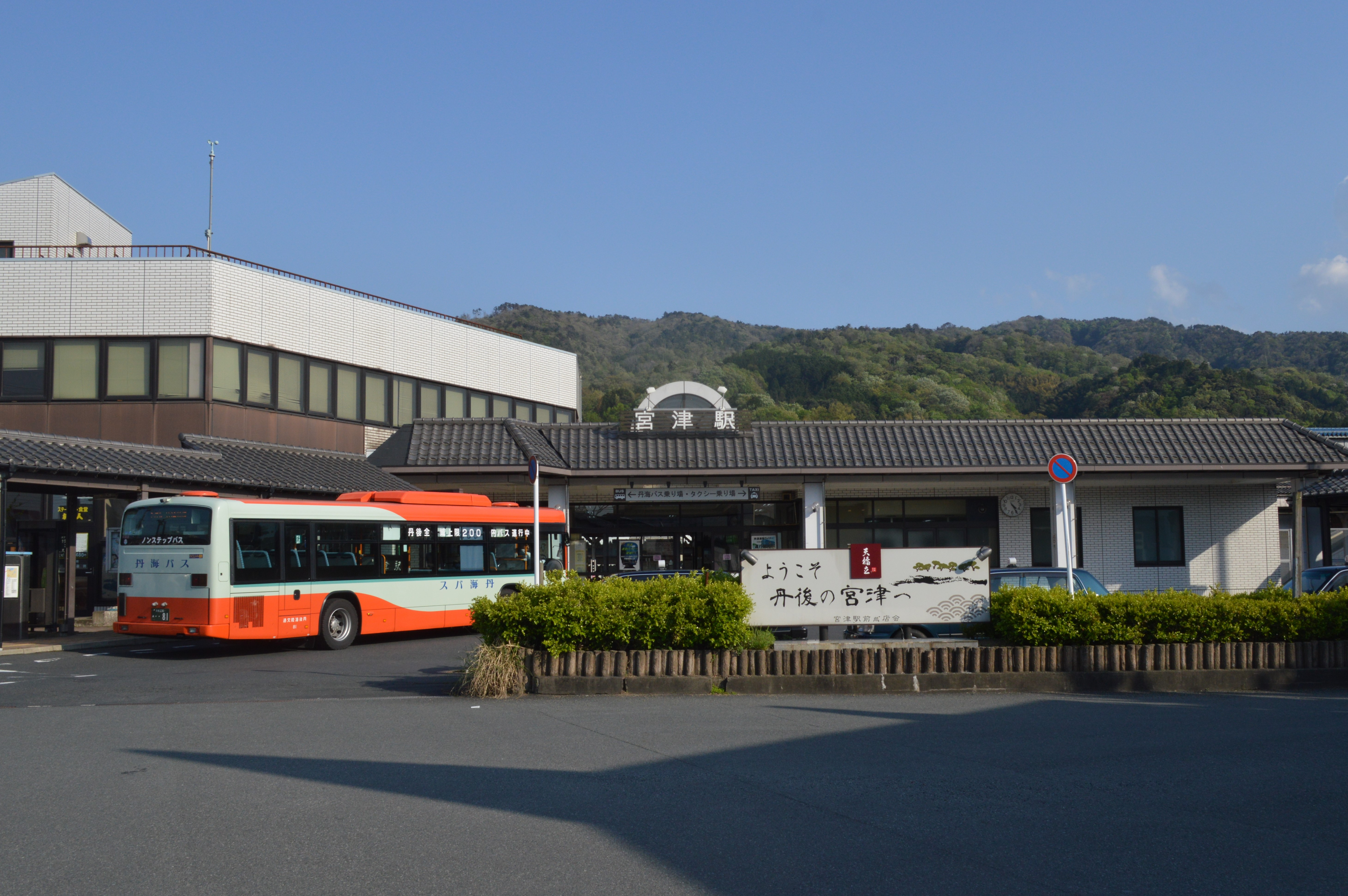
宮津駅

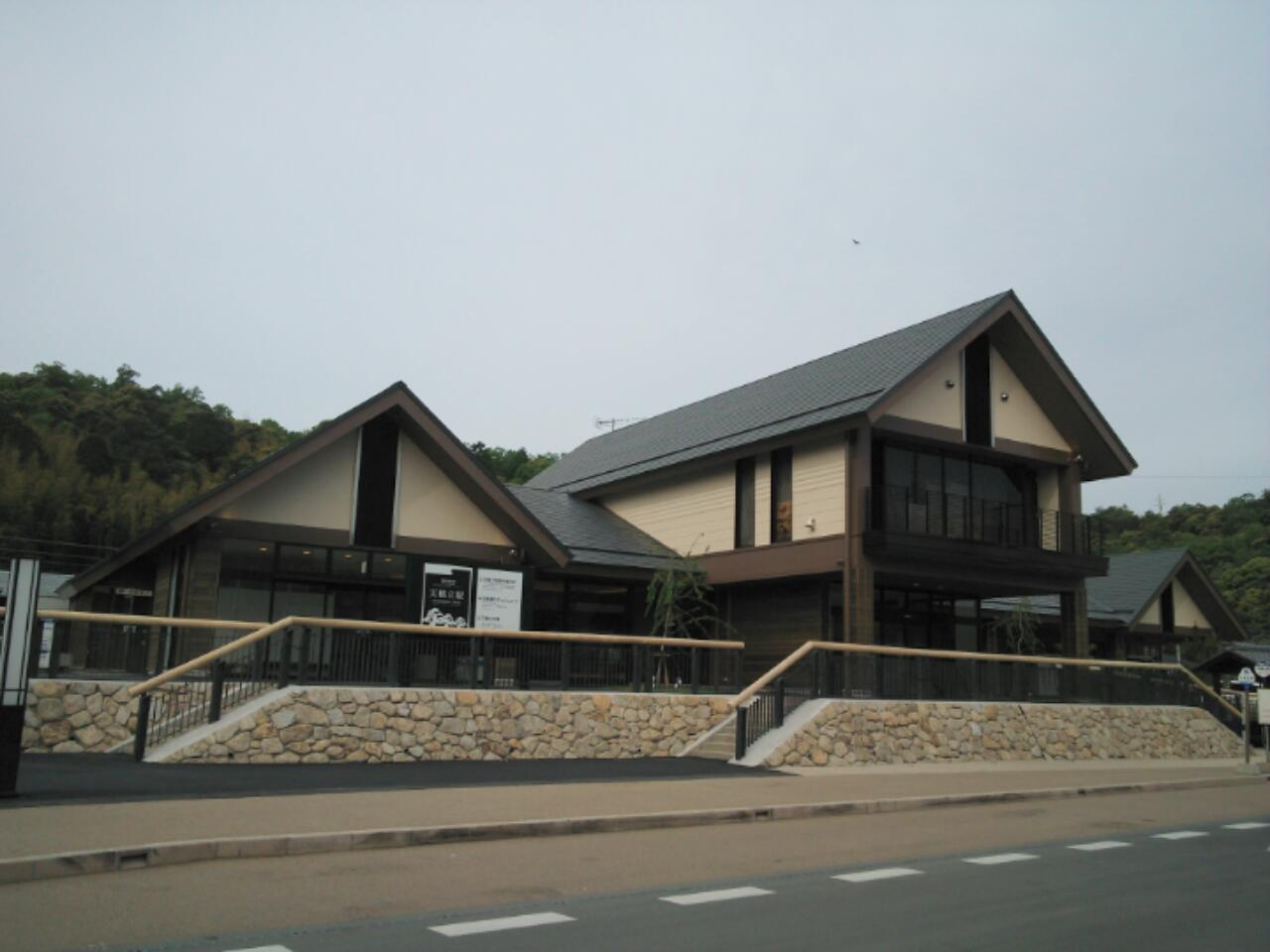
天橋立駅

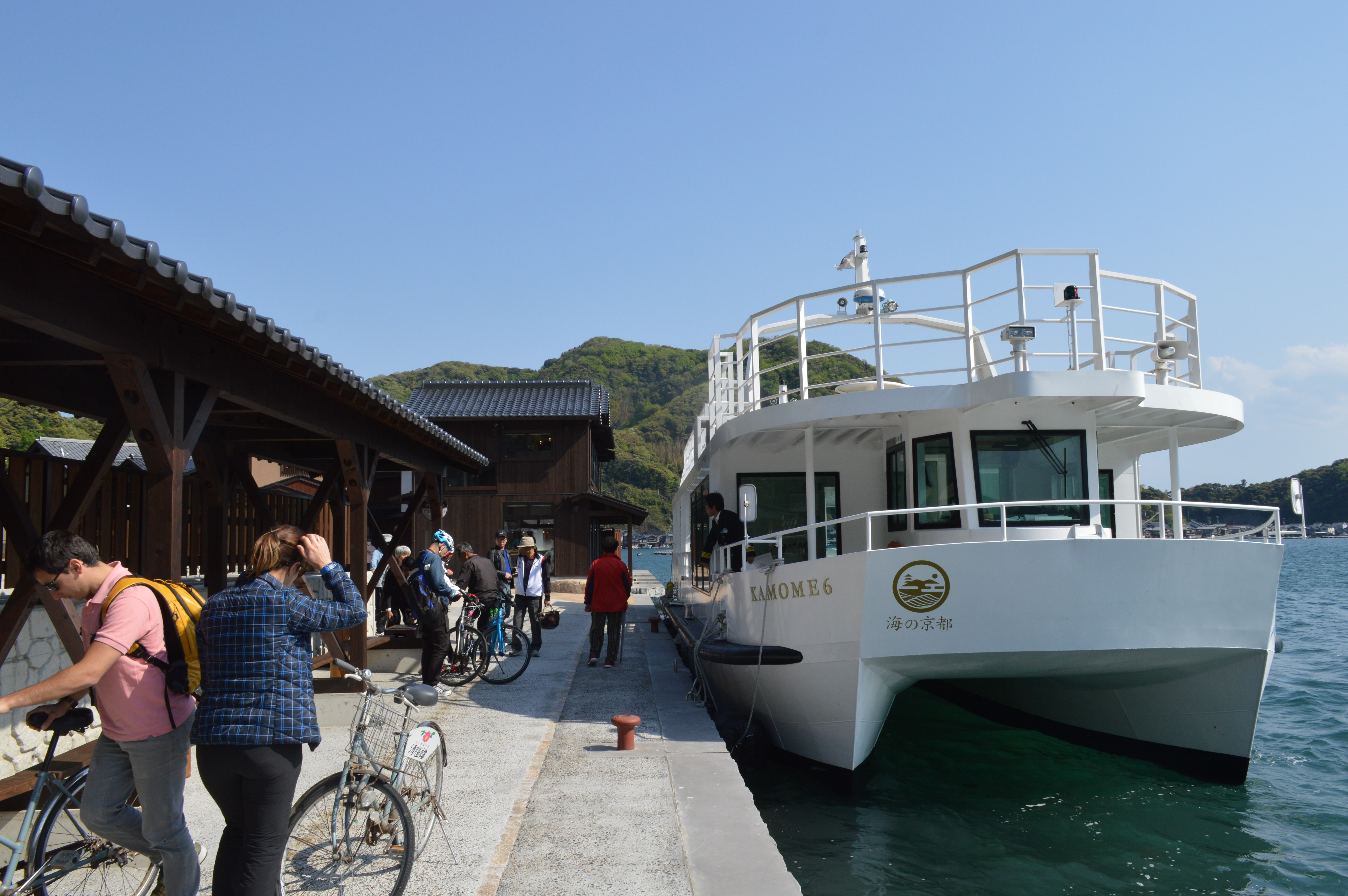
宮津港

### 鉄道
市の中心となる駅：宮津駅

#### 鉄道路線
京都丹後鉄道（丹鉄）
- 宮舞線：宮津駅 - 栗田駅 - 丹後由良駅 -（舞鶴市）
- 宮豊線：（与謝野町）- 岩滝口駅 - 天橋立駅 - 宮津駅
- 宮福線：宮津駅 - 宮村駅 - 喜多駅 - 辛皮駅 -（福知山市）

### 索道
丹後海陸交通
- 天橋立鋼索鉄道：府中駅 - 傘松駅

### バス

#### 一般路線バス
丹後海陸交通（丹海バス・本社・京都府・与謝野町）
- 伊根線
- 蒲入線
- 経ヶ岬線
- 与謝線

橋北移送サービス
養老・日ヶ谷・日置・世屋地区と、周辺の医療機関・店舗・基幹路線停留所等を結ぶデマンドタクシー。
利用登録済の地区住民のみ乗車可能。祝日・盆・年末年始を除く平日・土曜に運行。
丹後海陸交通日置世屋線の代替となっている。

#### 高速バス
丹後地域と京都市・大阪市を結ぶ昼行路線が運行されており当市を経由する。いずれも丹後海陸交通が運行するが、大阪線は阪急観光バスとの共同運行である。
- 京都駅・高速長岡京（西山天王山駅） - 宮津天橋立IC・宮津駅・キセンバ港館・天橋立駅
- 梅田（阪急三番街BT）・新大阪駅・千里NT・大阪空港・宝塚IC・西宮北IC - 宮津天橋立IC・宮津駅・キセンバ港館・天橋立駅

※太字は宮津市内の停車地。宮津市外の丹後地域の停車地は省略。

### 道路

#### 高速道路
西日本高速道路（NEXCO西日本）
- 京都縦貫自動車道（綾部宮津道路）：- 宮津天橋立IC -

京都府道路公社
山陰近畿自動車道（宮津与謝道路）：- 与謝天橋立IC -

#### 国道
- 国道176号
- 国道178号

#### 府道
主要地方道
- 京都府道2号宮津養父線
- 京都府道9号綾部大江宮津線
- 京都府道16号宮津野田川線
- 京都府道45号舞鶴宮津線
- 京都府道75号浜丹後線

一般府道
- 京都府道601号由良金ヶ岬上福井線
- 京都府道602号丹後由良停車場線
- 京都府道603号新宮中村線
- 京都府道604号栗田停車場線
- 京都府道605号栗田半島線
- 京都府道606号宮津停車場線
- 京都府道607号天の橋立線
- 京都府道614号岩滝口停車場線
- 京都府道616号笠松公園線
- 京都府道617号上延利線
- 京都府道618号上世屋内山線
- 京都府道619号中波見里波見線
- 京都府道620号奥波見岩ヶ鼻線
- 京都府道621号下世屋本庄線
- 京都府道625号岩ヶ鼻須川線
- 京都府道652号久僧伊根線

#### 道の駅
- 道の駅海の京都 宮津

### 航路

#### 港湾
指定港
- 宮津港 - 地方港湾、特定港に指定されている。

漁港
- 栗田漁港
- 島陰漁港
- 田井漁港
- 溝尻漁港
- 由良漁港
- 養老漁港

#### 船舶
丹後海陸交通
- 天橋立観光船
  - 宮津桟橋 - 天橋立桟橋 - 一の宮桟橋

平日は概ね30分間隔、土休日および8月上旬・中旬は20分-30分間隔で、9時から16時（冬期）18時（夏期）まで運航する。宮津桟橋発着は1往復のみ。
- 伊根航路
  - 宮津桟橋 - 天橋立桟橋 - 伊根 - 日出（伊根湾めぐり遊覧船のりば）（所要時間50分）

## 名所・旧跡・観光スポット

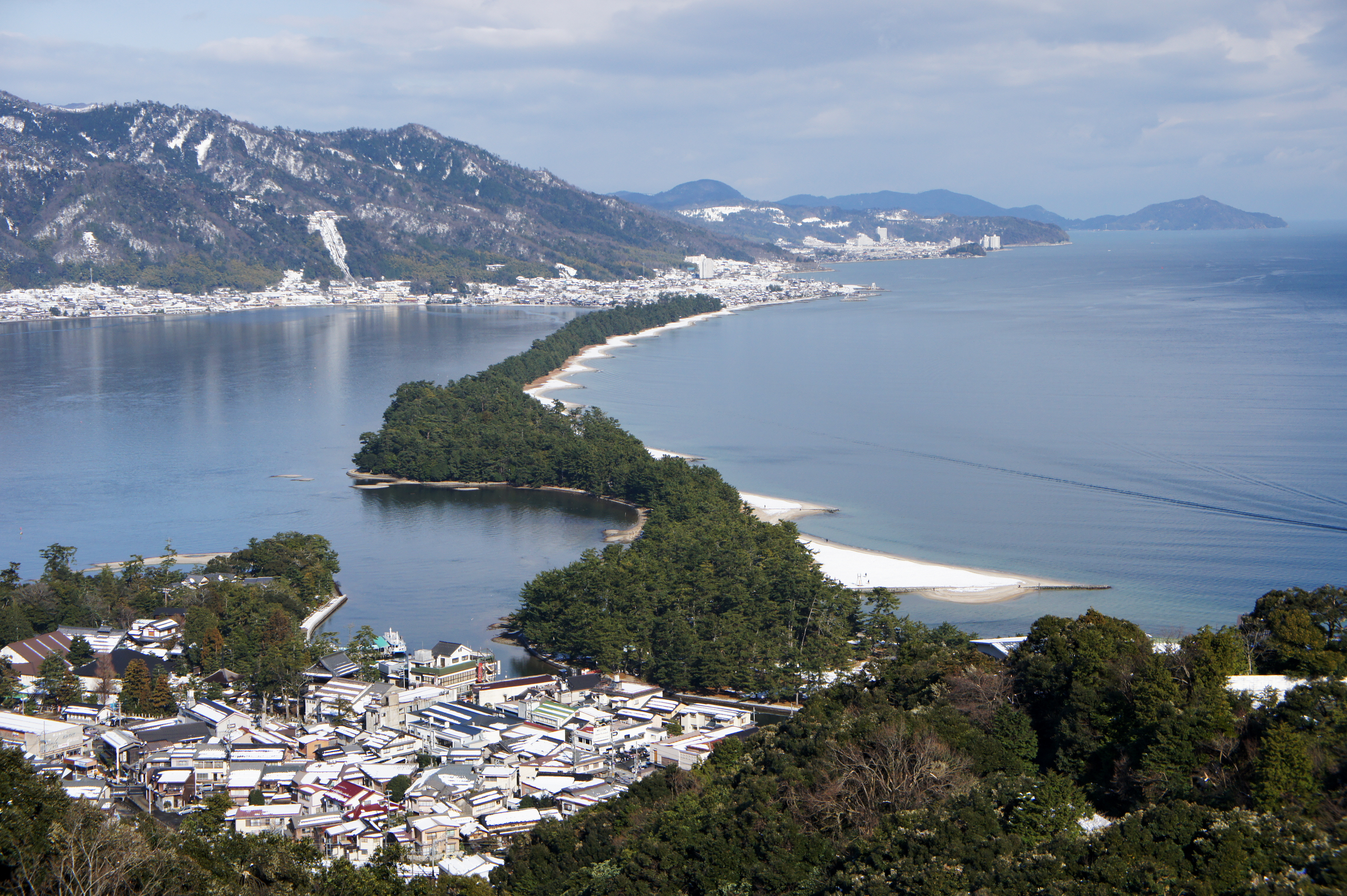
天橋立（日本三景）

2007年度には約267万人が訪れた。宮津市は京都府において京都市・宇治市に次いで3番目に観光入込客数の多い自治体である。夏には多くの海水浴客で賑わう。

### 名所・旧跡
城郭
- 日ケ谷城
- 宮津城
- 上宮津城
- 宮津八幡山城（旧宮津城）

神社
- 天橋立神社（橋立明神）
- 籠神社 - 式内社。丹後国一宮。
- 桜山天満宮
- 山王宮日吉神社 - 神事「赤ちゃん土俵入り」で知られる。
- 世屋姫神社
- 奈具神社
- 真名井神社
- 由良神社
- 若田神社
- 和貴宮神社

寺院
- 成相寺 - 成相寺。真言宗の寺院。木造地蔵菩薩坐像などが国の重要文化財。
- 智恩寺 - 文珠。臨済宗妙心寺派の寺院。「智恵の文珠さん」として知られる。多宝塔や木造文殊菩薩・脇侍などが国の重要文化財。
- 金剛心院 - 日置。真言宗系単立寺院。後宇多天皇より下賜された本尊の厨子入木造愛染明王坐像（秘仏）は国の重要文化財。丹後最古の仏像とされる伝宝生如来も重要文化財。
- 如意寺 - 山椒太夫伝説に縁のある寺。
- 見性寺 - 小川。浄土宗の寺院。与謝蕪村が約3年間滞在した。
- 如願寺 - 宮町。真言宗の寺院。宮津藩主の祈願所となった。
- 妙立寺 - 中野。日蓮宗の寺院。厨子が国の重要文化財。
- 禅海寺 - 日置。臨済宗妙心寺派の寺院。木造阿弥陀如来及両脇侍像三体と千手観音立像が国の重要文化財。
- 妙円寺 - 日置。日蓮宗の寺院。八景園が京都府指定名勝。

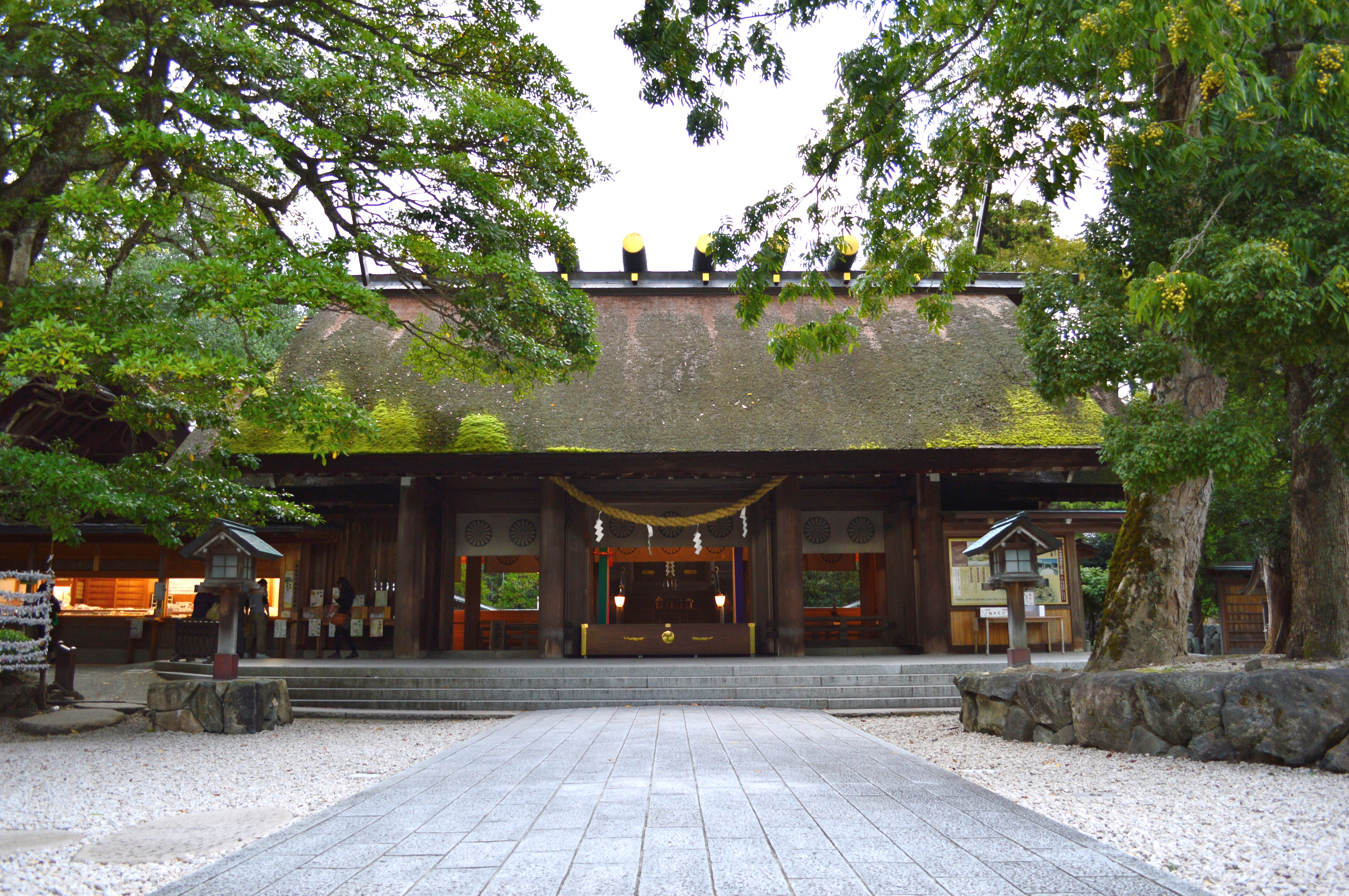
籠神社
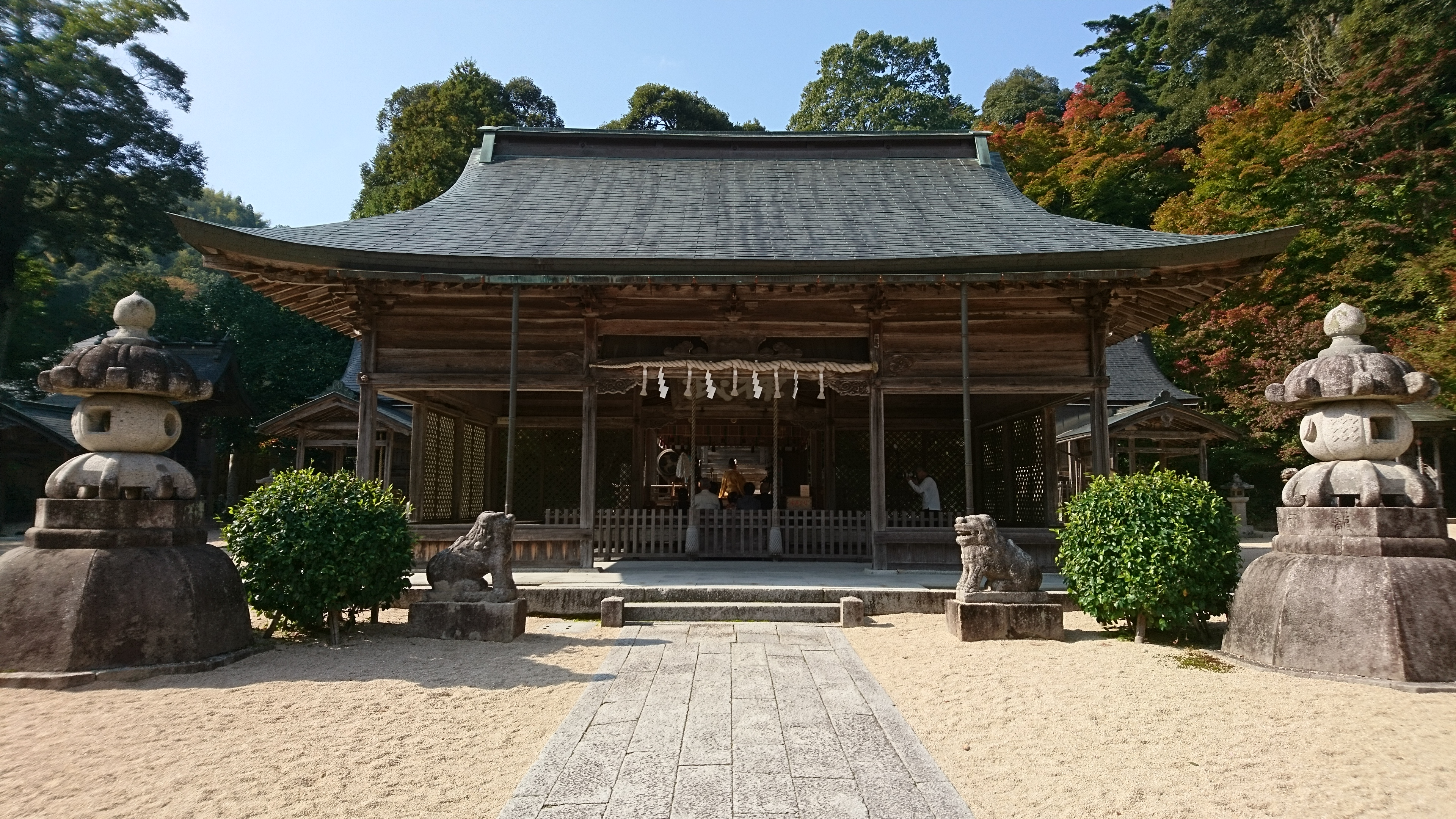
山王宮日吉神社
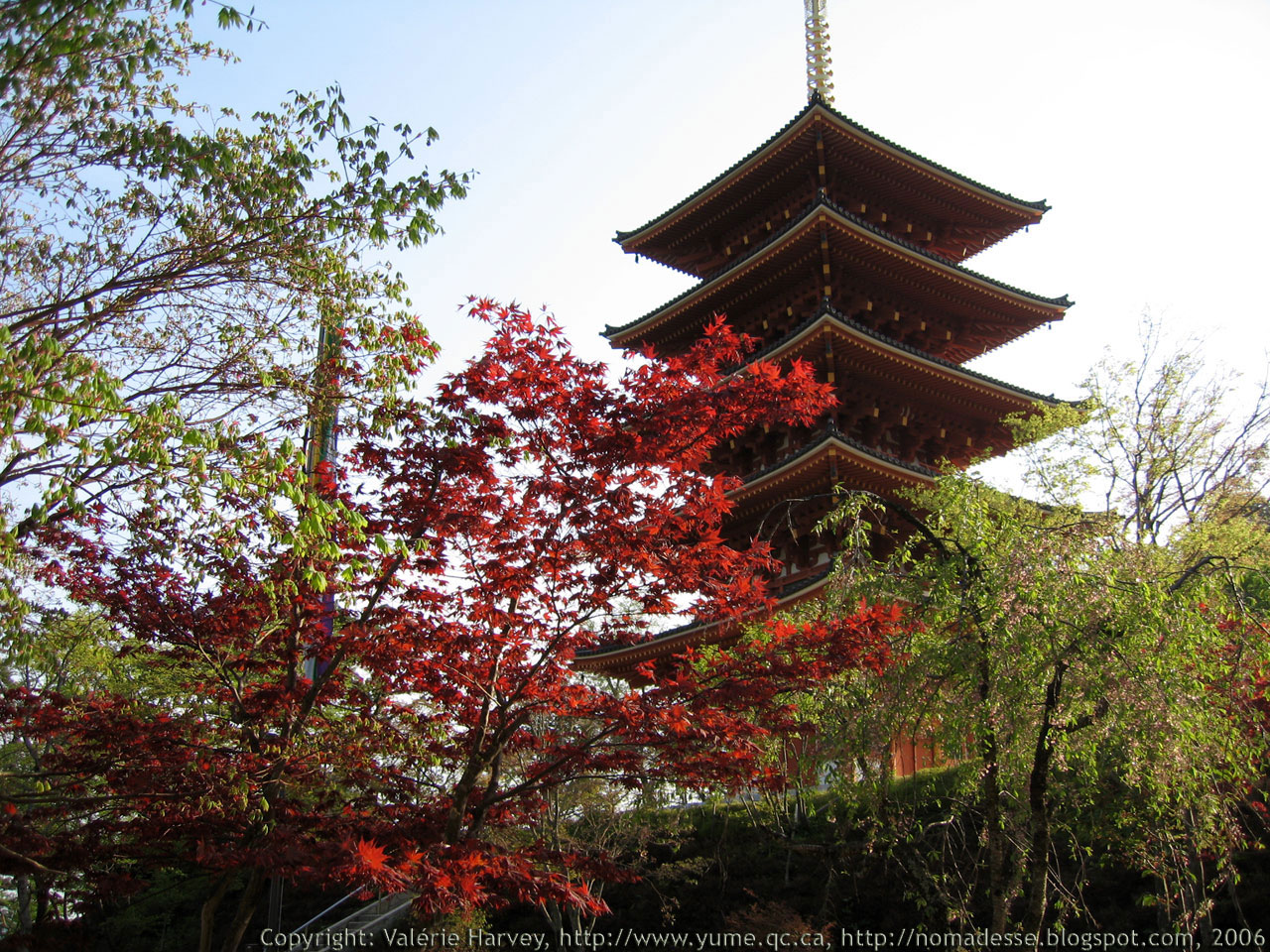
成相寺
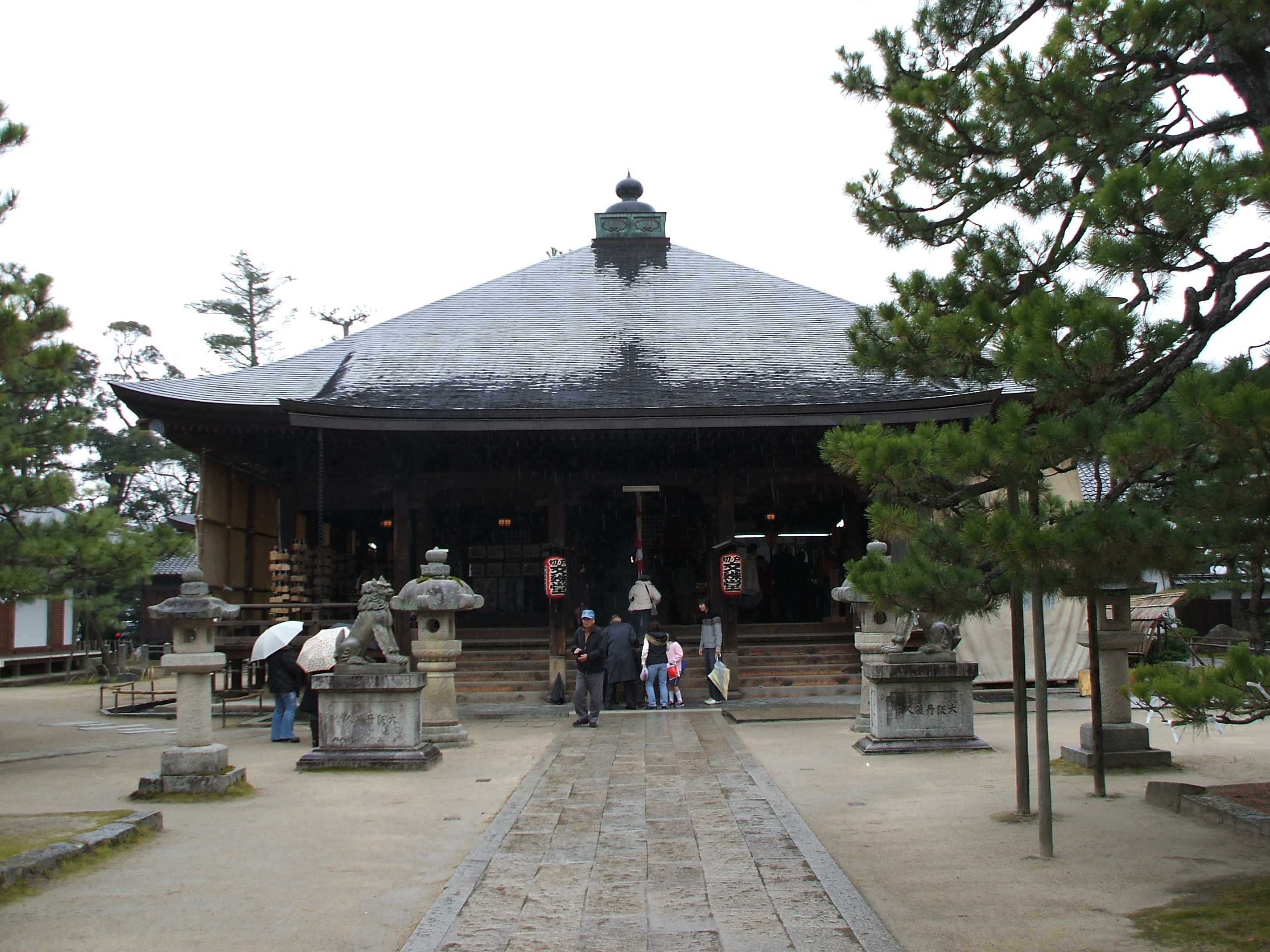
智恩寺

### 観光スポット
- 天橋立 - 日本三景。雪舟『天橋立図』などに描かれる。
  - 磯清水 - 名水百選。
  - 廻旋橋 - 船が通るたびに90度旋回する橋。
- 金引の滝 - 日本の滝百選。
- カトリック宮津教会 - 国の重要文化財で、名称は「宮津洗者聖若翰天主堂」[15]。現存の木造教会としては日本で2番目に古く、現役で使用されているものとしては日本で最も古い。
- 旧三上家住宅 - 国の重要文化財。廻船業を営んだ豪商の旧邸。庭園は「三上氏庭園」として京都府指定名勝。
- 滝上公園 - 桜の名所。
- 波せき地蔵堂 - 大宝地震の災害記念碑。
- 天橋立ビューランド - 天橋立の「股のぞき」で知られる遊園地。
- 傘松公園
- 天橋立海水浴場
- 丹後由良海水浴場
- 丹後魚っ知館 - 水族館。2023年（令和5年）5月閉館。
- 宮津市海洋つり場

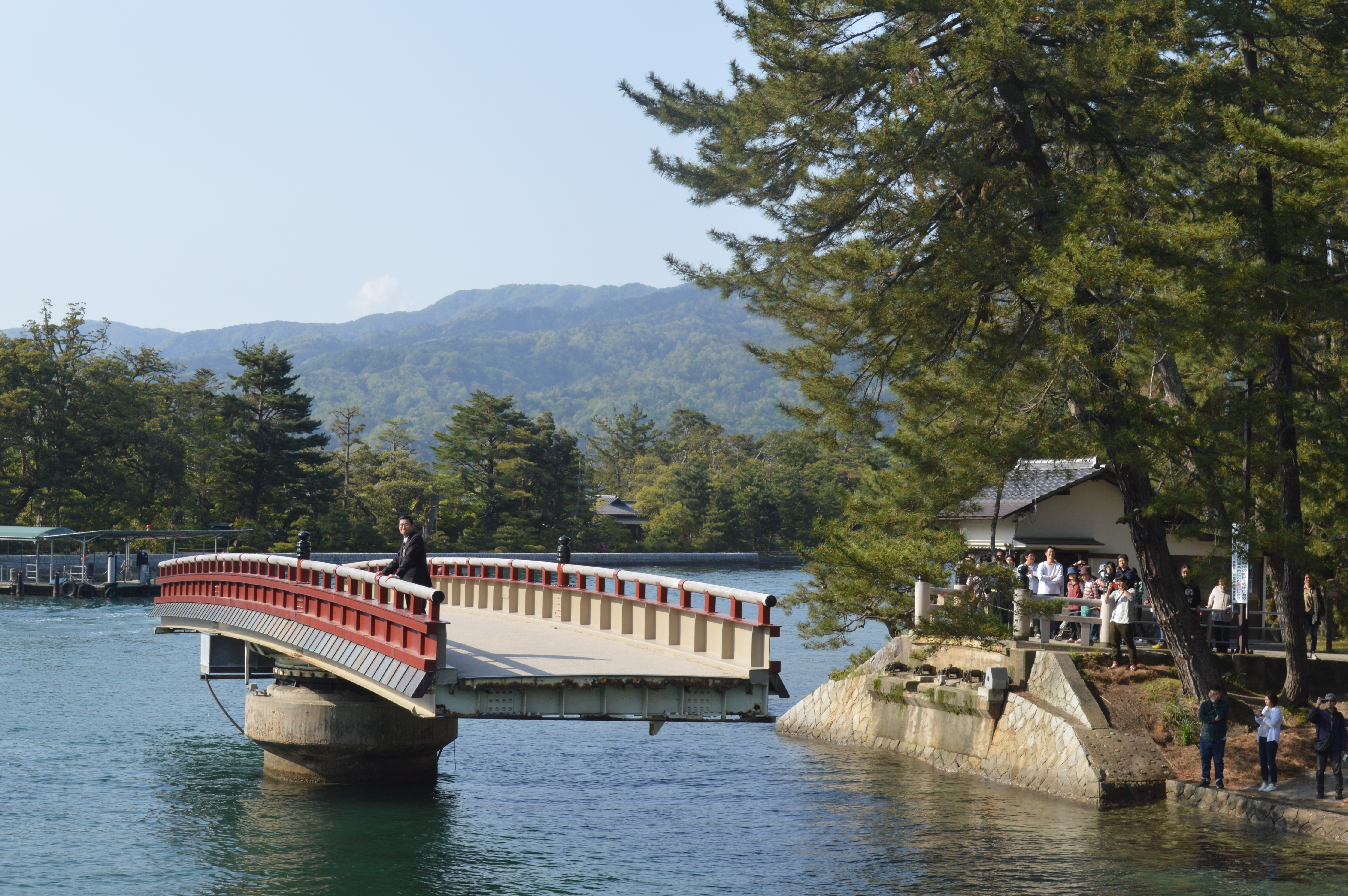
廻旋橋
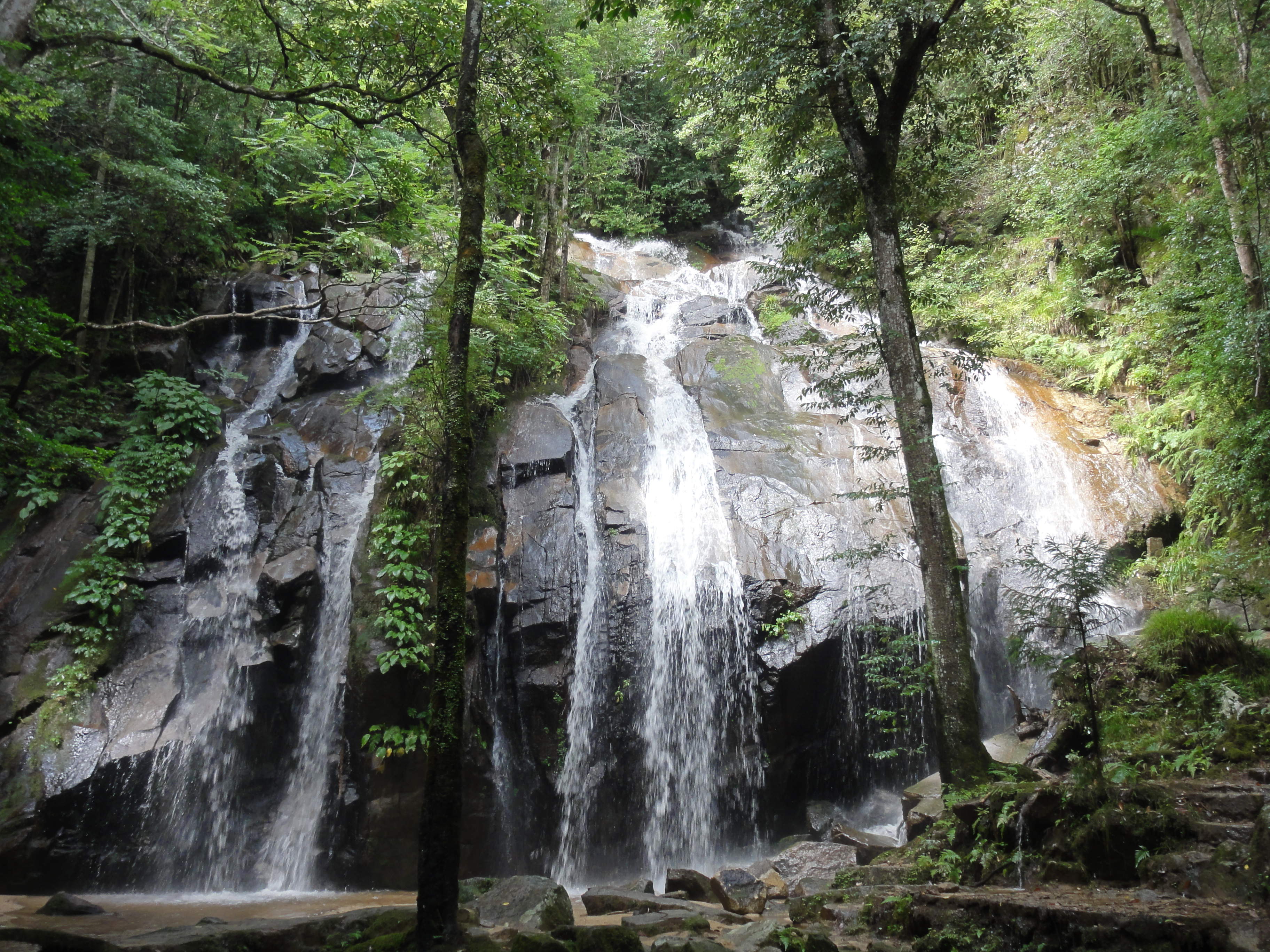
金引の滝
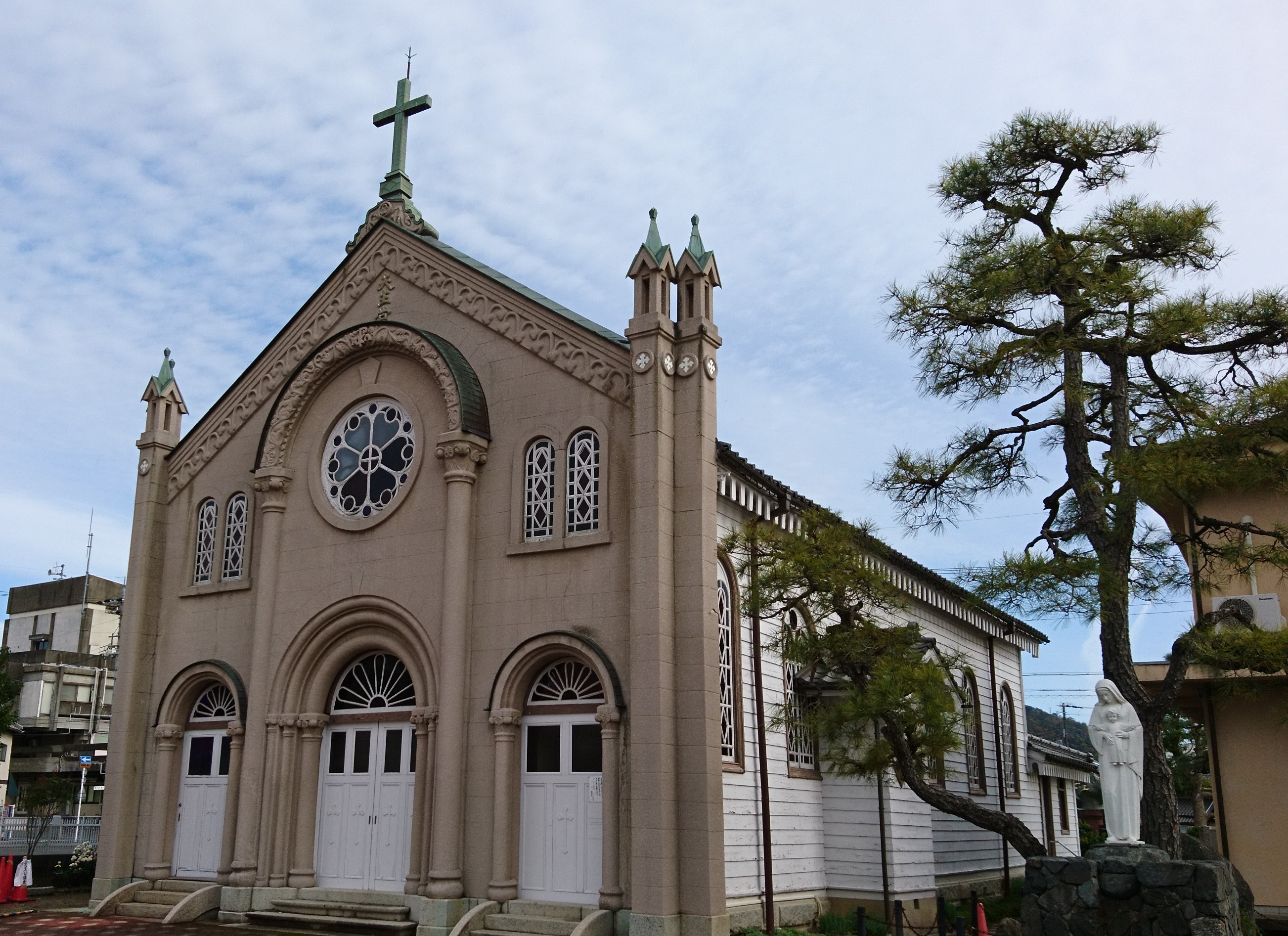
カトリック宮津教会
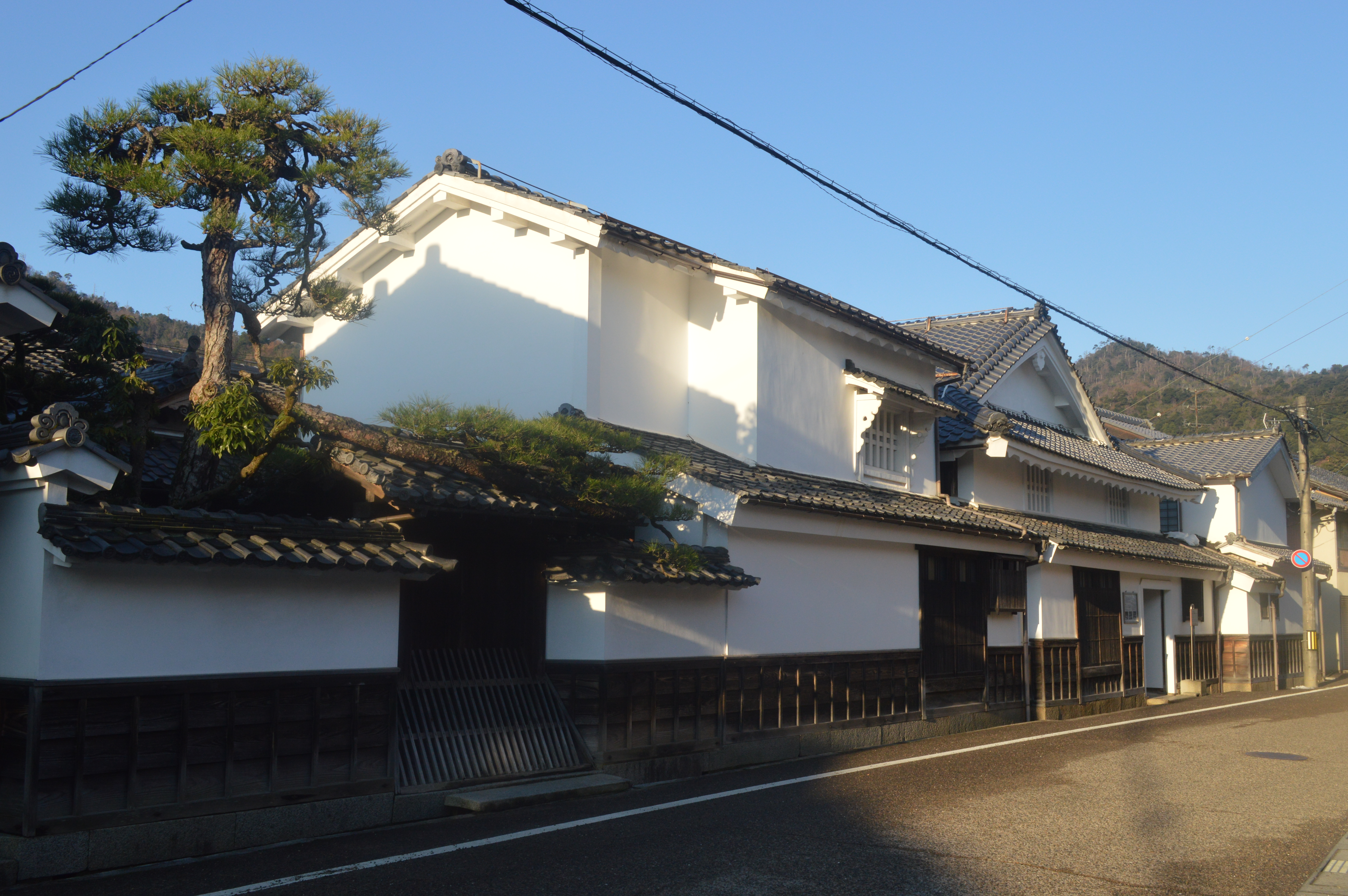
旧三上家住宅
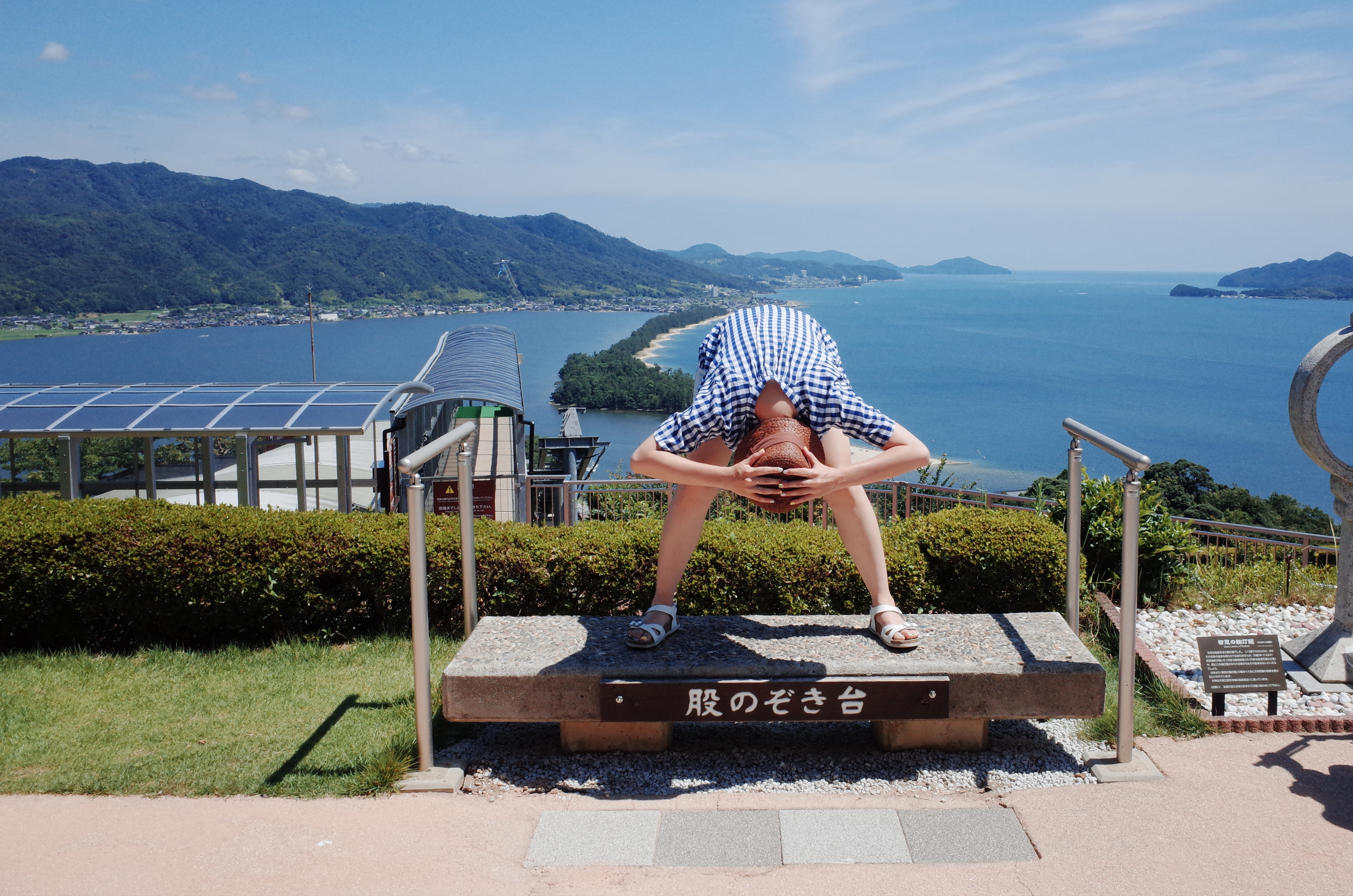
天橋立ビューランド
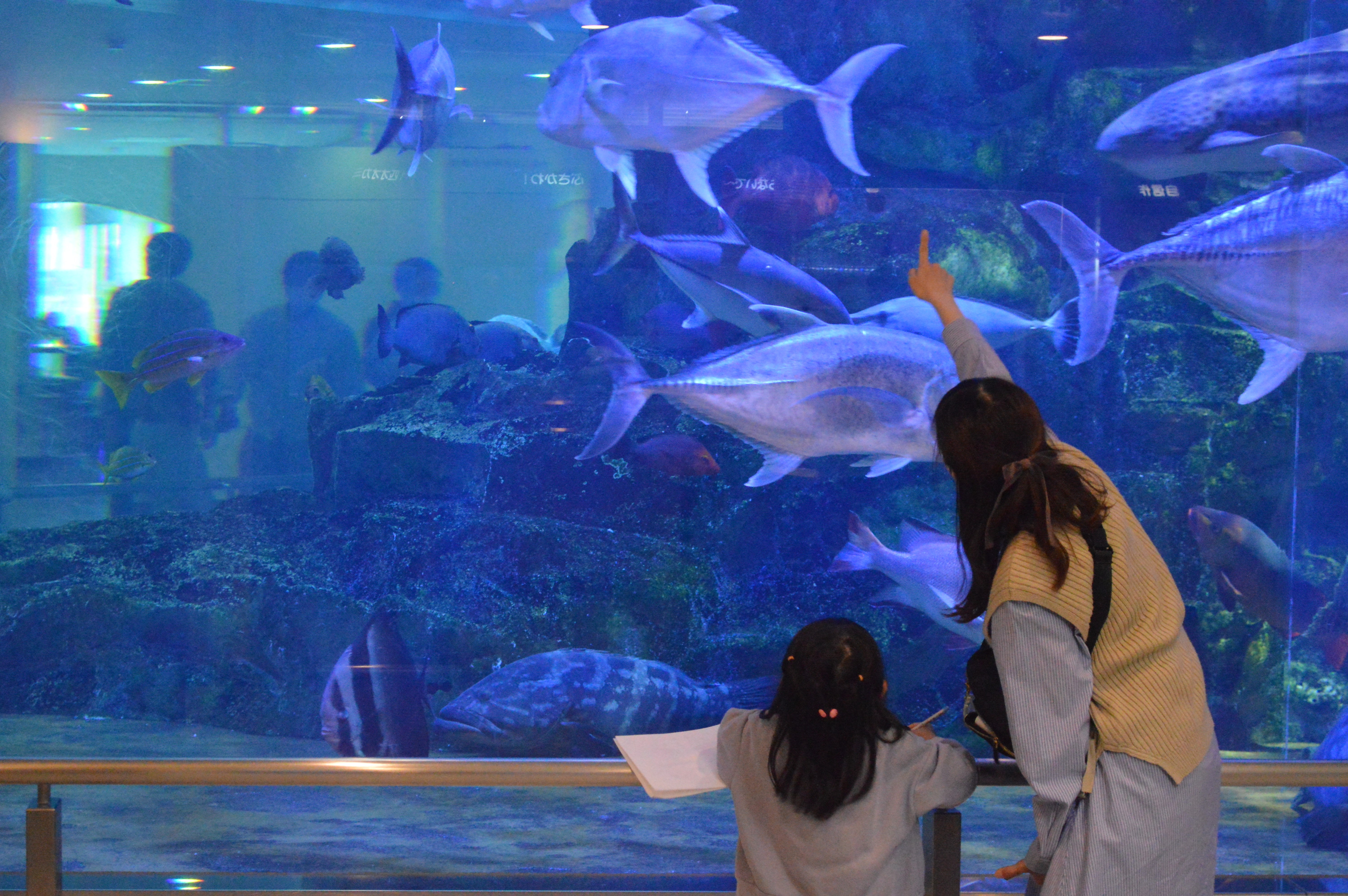
丹後魚っ知館

## 文化・名物

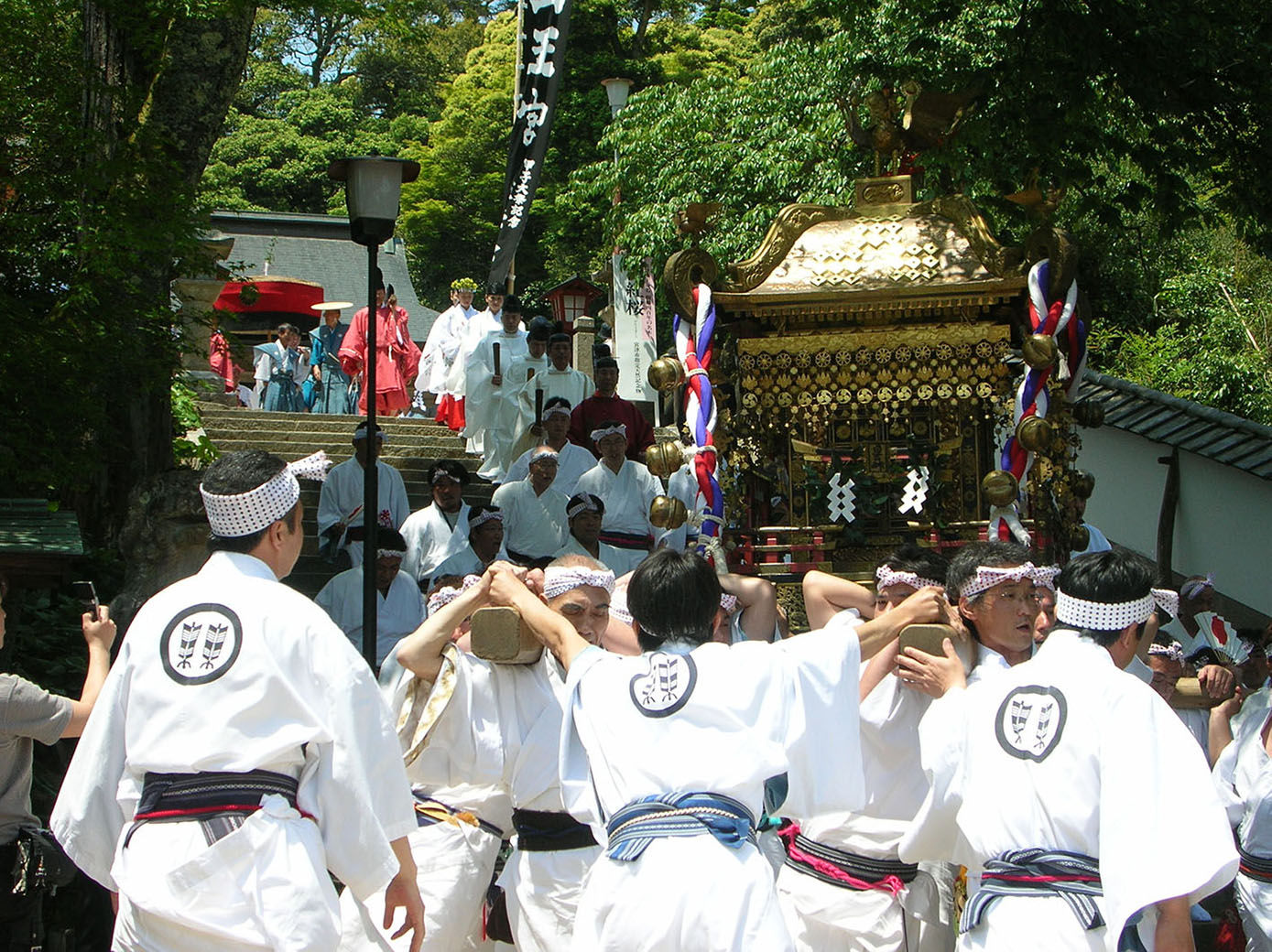
宮津祭

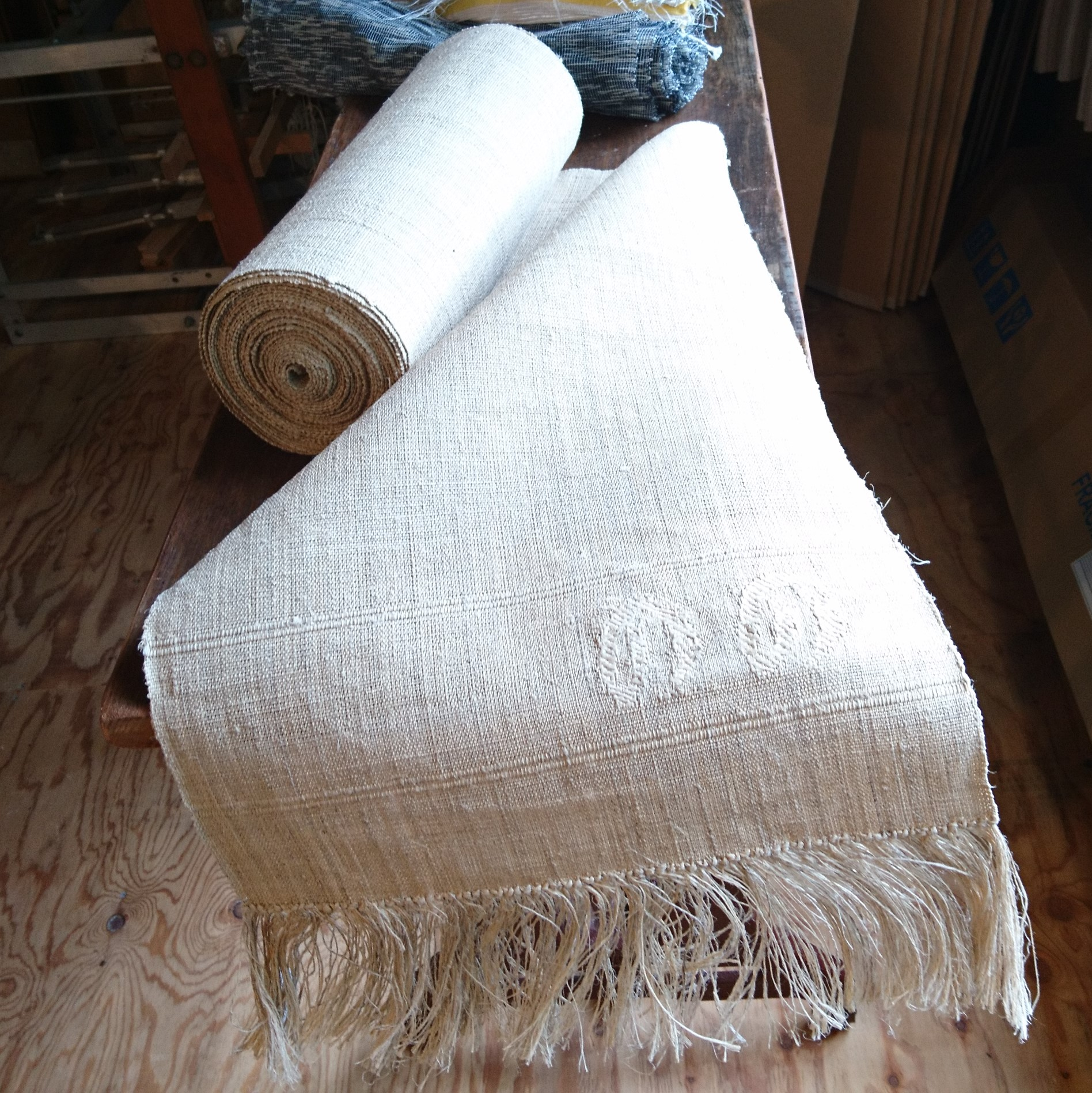
藤織りの反物

### 祭事・催事
祭事
- 宮津祭 - 山王宮日吉神社と和貴宮神社の例祭。

催事
- てんころ船レース
- 宮津燈籠流し花火大会

精霊船という大きな灯籠を宮津港で燃やし、付近に小さな追っかけ灯籠を流す。

### 名産・特産
- 藤織り（丹後の藤織り）
- 宮津カレー焼きそば
- せこ丼
- オイルサーディン
- 由良みかん
- 京都宮津オリーブ
- 世屋みそ

## 出身関連著名人

### 出身著名人

#### 政治家
- 有吉明 - 外交官。初代駐中華民国特命全権大使・駐ブラジル特命全権大使。
- 有吉忠一 - 政治家。千葉県知事・宮崎県知事・神奈川県知事・兵庫県知事。
- 井上正嗣 - 政治家。宮津市長。
- 太田典礼 - 政治家。衆議院議員・産婦人科医。
- 長田桃蔵 - 政治家。衆議院議員。谷川俊太郎の祖父。
- 神谷卓男 - 政治家。衆議院議員・名古屋市助役。
- 神鞭知常 - 宮津藩士・大蔵省主税次長・衆議院議員。
- 小室信介 - 自由民権運動活動家。
- 津原武 - 政治家。衆議院議員・加悦鉄道社長。
- 前尾繁三郎 - 政治家。衆議院議長。

#### 学者
- 上杉孝實 - 教育学者。京都大学名誉教授。
- 塩田広重 - 教育者。日本医科大学学長。
- 橋本武 - 教育者。灘中学校・高等学校教頭。
- 日引俊詞 - 原子力研究者。パデュー大学教授。
- 堀田力 - 弁護士。公益財団法人さわやか福祉財団会長。
- 三上次男 - 東洋考古学者。東京大学教授。
- 椋平広吉 - 地震研究家。
- 安井重雄 - 教育者。龍谷大学教授。

#### 実業家
- 岡野雅夫 - 実業家。セレッソ大阪社長。Jリーグ理事。
- 尾上規喜 - 実業家。フジ・メディア・ホールディングス取締役（常勤監査等委員）、フジテレビジョン監査役。

#### 芸術
- 小谷美紗子 - シンガーソングライター。
- 小谷憲一 - 漫画家。
- 澤田痴陶人 - 陶芸家。
- 高岡亜衣 - 書道家。
- 山崎洋子 - 小説家。

#### その他
- 飯田龍一郎 - プロ野球選手。
- 公慶 - 僧侶。
- 百鳥秀世 - キャスター。
- 森上助次 - アメリカ合衆国への移民。
- 糸井博明 - 引きこもり支援活動家。障害者生活支援員。作家。